# Personaggi di Inazuma Eleven Ares
Qui di seguito sono indicati i personaggi di Inazuma Eleven Ares no Tenbin, videogioco della serie di Inazuma Eleven, e dell'anime Inazuma Eleven Ares da esso tratto.

## Nuova Raimon
La "Nuova Raimon" (o solo "Raimon"), nell'originale chiamata la Inakuni Raimon (伊那国・雷門?), è la squadra protagonista della serie. Lo sponsor della squadra è la Island Tours (アイランド観光?, Airando Kankō). Tutti i membri della squadra tranne Basile erano studenti dell'isola Normidia (伊那国島?, Inakunijima, lett. "isola Inakuni") e membri della squadra scolastica, la Normidia (伊那国?, Inakuni), dove giocavano con gli stessi ruoli e numeri. Dopo gli eventi di Inazuma Eleven Orion no Kokuin, il club di calcio della Normidia viene riaperto sempre grazie alla sponsorizzazione della Island Tours, e tutti i giocatori della Nuova Raimon ne tornano a far parte.
Tattiche micidiali:
- Passaggi ingannatori (マリオネットアタック?, Marionetto Attakku, lett. "Attacco della marionetta"):

Sei giocatori circondano gli avversari con uno schema esagonale, e si passano tra loro la palla, mantenendone così il possesso.

### Membri

#### Sandra Fischer
Sandra Fischer, nome originale Norika Umihara (海腹 のりか?, Umihara Norika), portiere, numero 1

Doppiata in giapponese da Ai Kayano e in italiano da Roberta Maraini

Unica ragazza della squadra, è pallida, ha i capelli verde scuro e gli occhi blu violaceo. È il primo portiere femminile di una delle varie incarnazioni della Raimon. È una ragazza vivace, gentile e dolce, nonché molto legata a sua madre, la quale svolge il lavoro di pescatrice di ostriche su Normidia, lavoro in cui è spesso aiutata dalla figlia. In Inazuma Eleven Orion no Kokuin Sandra porta ora i capelli corti a caschetto e si unisce alla Inazuma Japan come terzo portiere al posto di Dave Quagmire (passato al ruolo di centrocampista). Il suo soprannome originale è "il Portiere lenitore" (癒し系ゴールキーパー?, Iyashikei gōrukīpā). Usa:
- Mano d'Acqua (ウズマキ・ザ・ハンド?, Uzumaki Za Hando, lett. "Mano del gorgo/vortice"):

Tecnica di parata. Sandra crea un vortice d'acqua ruotando le braccia davanti a sé, dopodiché scatta verso il vortice con la mano destra trasformando l'acqua in una mano azzurra che blocca la palla.
- Orso Polare n°2 (北極グマ2号?, Hokkyoku Guma Nigō):

Tecnica di tiro usata in combinazione con Sonny e Basile. Dietro i tre compare un orso ghiacciato, nella cui bocca finisce la palla, la quale viene prima congelata e poi tirata in porta contemporaneamente, lasciando una scia di ghiaccio. In Inazuma Eleven Orion no Kokuin, Byron prende il posto di Basile nell'esecuzione della tecnica.
- Velo della Sirena (マーメイドヴェール?, Māmeido Vēru):

Tecnica di parata. L'area intorno alla porta viene inondata, e Sandra nuota dentro l'acqua, raggiungendo la palla e afferrandola, con questa che prima diventa rosa, e poi viene lanciata via.
- Onda del Colosso (Majin The Wave, マジン・ザ・ウェイブ?, Majin Za Weibu):

Tecnica di parata usata in Inazuma Eleven Orion no Kokuin. Sandra gira su se stessa evocando un'enorme sfera d'acqua, la quale si trasforma in un'enorme colosso femminile fatto d'acqua che, similmente alla Mano del Colosso di Mark, blocca il pallone con la mano destra.

#### Kiko Calavento
Kiko Calavento, nome originale Masakatsu Hiyori (日和 正勝?, Hiyori Masakatsu), difensore, numero 2

Doppiato in giapponese da Yuka Terasaki e in italiano da Martina Tamburello

Di statura media, ha la carnagione mulatta, i capelli bianchi e gli occhi azzurri, e indossa un cappello nero. Ha un carattere mite e tranquillo e, almeno all'apparenza, sembrerebbe avere la passione per la danza. Il suo soprannome originale è "Difesa atletica" (体技のディフェンス?, Taigi no difensu). Usa:
- Trappola Turbinante (シューティングカット?, Shūtingu Katto):

Tecnica di difesa. Kiko gira su se stesso, creando un turbine di vento con la gamba destra che poi innalza al cielo per prendere la palla.
- Gabbia Gravitazionale (グラビティケージ?, Gurabiti Kēji):

Tecnica di difesa usata in combinazione con Nino e César. I tre alzano contemporaneamente le mani, e nel punto in cui le direzionano compare un vortice viola che risucchia la palla, che viene imprigionata in una gabbia, dalla quale poi esce fuori, finendo a Kiko.
- Danza del Goal (フラッシュダンス?, Furasshu Dansu):

Tecnica di tiro usata in combinazione con Maxime. Kiko e Maxime eseguono insieme un balletto, che si conclude con Maxime che lancia Kiko, il quale tira la palla in porta, con i due giocatori che successivamente si mettono in posa. La tecnica, inizialmente, era stata progettata da Maxime per eseguirla assieme ad Adriano, ma poi è stata eseguita con successo assieme a Kiko.

#### Trevor Cook
Trevor Cook, nome originale Yūichirō Mansaku (万作 雄一郎?, Mansaku Yūichirō), difensore e libero, numero 3

Doppiato in giapponese da Takahiro Sakurai e in italiano da Paolo Calabrese

Alto di statura, ha lunghi capelli castani, gli occhi azzurri, e indossa un berretto da baseball bianco con la visiera blu. Suo padre, Stewart Cook, possiede un ristorante di sushi su Normidia e, inizialmente, non è particolarmente felice per la decisione di suo figlio di partire per Tokyo per unirsi alla Raimon. Il suo ruolo è quello di difensore ma, successivamente, scopre di avere le caratteristiche di un libero, organizzando spesso le manovre difensive della squadra. Il suo soprannome originale è "il Difensore più veloce" (俊足ディフェンダー?, Shunsoku difendā). Usa:
- Elettrodribbling (スパークウィンド?, Supāku Windo, lett. "Vento della scintilla"):

Tecnica di dribbling. Trevor colpisce più volte la palla, caricandola di elettricità e tirandola in aria, successivamente salta, aggancia la palla col collo del piede e ruota su se stesso, creando un turbine di vento e fulmini, il quale sbalza l'avversario permettendo a Trevor di proseguire.

#### Nino Nango
Nino Nango, nome originale Hanta Hattori (服部 半太?, Hattori Hanta), centrocampista, numero 4

Doppiato in giapponese da Haruka Tomatsu e in italiano da Veronica Cuscusa

Basso di statura, ha i capelli grigi, quasi totalmente coperti da un cappuccio nero, gli occhi neri e indossa una sciarpa nera. È un grande appassionato dell'arte ninja: non a caso il suo cognome originale è un riferimento al condottiero Hattori Hanzō. Lo si vede spesso in coppia con Cliff, con cui pare essere molto in sintonia. Il suo soprannome originale è "Corsa ninja" (忍者走法?, Ninjasōhō). Usa:
- Gabbia Gravitazionale (グラビティケージ?, Gurabiti Kēji):

Tecnica di difesa usata in combinazione con Kiko e César.
- Colpo della Gigarana (忍法ガマガエル?, Ninpō Gamagaeru, lett. "Tecnica ninja: rana comune"):

Tecnica di tiro. Nino compone con le mani vari sigilli ninja dopodiché viene avvolto da una nube viola dalla quale esce una gigantesca rana celeste; quindi Nino salta e tira la palla con il tacco, la quale si dirige in porta rimbalzando sul terreno inseguita dalla rana.

#### Cliff Parker
Cliff Parker, nome originale Takashi Iwato (岩戸 高志?, Iwato Takashi), difensore, numero 5

Doppiato in giapponese da Kenta Miyake e in italiano da Alessandro Germano

Alto e grosso di statura, ha i capelli neri, gli occhi piccoli e neri e la pelle scura. Lo si vede spesso in coppia con Nino, con cui pare essere molto in sintonia. Il suo soprannome originale è "la Torre difensiva" (防衛タワー?, Bōei tawā). Nel doppiaggio originale egli è solito aggiungere "gosu" (ごす?) alla fine di ogni sua frase. Usa:
- Muro di Roccia (ザ・ウォール?, Za wōru):

Tecnica di difesa. Cliff crea un gigantesco muro roccioso, che crolla sopra l'avversario, bloccandolo.
- Ali del Cielo (GGG Senjō no Aria, GGG線上のアリア?, Jījījī Senjō no Aria):

Tecnica di tiro usata con Byron Love e Xavier Schiller in Inazuma Eleven Orion no Kokuin. Byron e Xavier corrono velocemente attorno a Cliff generando un enorme vortice; successivamente, i due iniziano a colpire ripetutamente il pallone, che rimbalza da una parte all'altra all'interno del vortice fin quando non va in alto; a quel punto, dal pallone spuntano due ali, mentre esso è avvolto da energia dorata, e Byron, Cliff e Xavier lo colpiscono in rovesciata, spedendolo in porta.

#### Maxime Dassier
Maxime Dassier, nome originale Tatsumi Michinari (道成 達巳?, Michinari Tatsumi), centrocampista e capitano, numero 6

Doppiato in giapponese da Ryōhei Kimura e in italiano da Alessandro Salvatore

Alto di statura, ha lunghi capelli castano scuro a caschetto e gli occhi marrone chiaro. Dal carattere non eccessivamente serio, è il diligente e autoritario capitano della squadra, molto affezionato ai suoi compagni. S'infortuna alla caviglia durante la semifinale tra la Raimon e il Liceo Simplicio, cedendo dunque il ruolo di capitano a Sonny. Il suo soprannome originale è "il Capitano prudente" (慎重派キャプテン?, Shinchō-ha kyaputen). Usa:
- Danza del Goal (フラッシュダンス?, Furasshu Dansu):

Tecnica di tiro usata in combinazione con Kiko.
- Triplo Tornado (ビクトリーライン?, Bikutorī Rain, lett. "Linea della vittoria"):

Tecnica di tiro usata in combinazione con Sonny e Basile. I tre si passano la palla in circolo, creando un vortice che solleva dal terreno; all'interno del vortice, i tre calciano la palla assieme, caricandola di energia e dividendola in tre palloni (rosso, giallo e verde), i quali si dirigono in porta da direzioni diverse: il rosso dal centro, il giallo da sinistra ed il verde da destra.

#### Valentin Eisner
Valentin Eisner, nome originale Kirina Hiura (氷浦 貴利名?, Hiura Kirina), centrocampista, numero 7

Doppiato in giapponese da Saitō Sōma e in italiano da Mirko Rosella

Ha i capelli celeste-indaco e gli occhi viola. Non si sa molto di lui, se non che è un ragazzo gentile e disponibile e che, prima di lasciare l'isola di Inakuni per andare a Tokyo, viveva con sua nonna. Il suo soprannome originale è "il Sorriso di ghiaccio" (氷の微笑?, Kōri no bishō). Usa:
- Freccia Gelida (氷の矢?, Kо̄ri no Ya, lett. "Freccia di ghiaccio"):

Tecnica di tiro. Valentin muove il braccio destro, creando un corrente d'aria fredda che congela la palla; quindi la tira in porta lasciandosi dietro una scia di ghiaccio. Nonostante sia una tecnica di tiro, Valentin la usa spesso per passare la palla ad un compagno smarcato.
- Tripla Meteora (メテオドロップ?, Meteo Doroppu, lett. "Lancio della meteora"):

Tecnica di tiro usata in combinazione con Sonny e Basile. Valentin salta, e Sonny, con Basile sulle sue spalle, usa i suoi piedi come un trampolino per saltare più in alto; quindi Basile salta dalle spalle di Sonny, e tira la palla in porta con una rovesciata.
- Lancia di Ghiaccio (氷の槍?, Kо̄ri no Yari):

Tecnica di tiro simile alla Freccia gelida, del quale può essere considerato un'evoluzione. Valentin muove entrambe le braccia, creando un corrente d'aria fredda che congela la palla; quindi, dopo averla colpita due volte con le gambe, la tira in porta con la suola, e la palla rilascia una scia di ghiaccio. Come la Freccia gelida, anche questa tecnica, nonostante sia una tecnica di tiro, viene usata in veste di passaggio. In Inazuma Eleven Orion no Kokuin, questa tecnica viene usata come base per il tiro combinato Death Crusher Zone di Elliot, Caleb e Jude.

#### César Montalbán
César Montalbán, nome originale Hiro Okuiri (奥入 祐?, Okuiri Hiro), centrocampista, numero 8

Doppiato in giapponese da Natsuki Hanae e in italiano da Martina Tamburello

Ha i capelli blu scuro, gli occhi viola e porta gli occhiali. Come William Glass, è solito dare un nome alle tecniche dei suoi compagni. Il suo soprannome originale è "l'Analista della squadra" (チームの分析屋?, Chīmu no bunseki-ya). Usa:
- Gabbia Gravitazionale (グラビティケージ?, Gurabiti Kēji):

Tecnica di difesa usata in combinazione con Kiko e Nino.
- Labirinto (ザ・ラビリンス?, Za Rabirinsu):

Tecnica di dribbling. César crea, con un gesto della mano, un labirinto cibernetico che lo divide dall'avversario, permettendogli di superarlo e facendo scomparire poi le linee cibernetiche con uno schiocco di dita.

#### Adriano Donati
Adriano Donati, nome originale Tetsunosuke Gōjin (剛陣 鉄之助?, Gōjin Tetsunosuke), attaccante, numero 9

Doppiato in giapponese da Shunsuke Takeuchi e in italiano da Luca Sbaragli

Alto, ha i capelli viola chiaro corti e vaporosi, occhi neri sottili e la pelle mulatta. Ha un carattere deciso, ma risulta spesso e involontariamente comico. Il suo soprannome originale è "il Passionale attaccante dell'impegno" (努力の熱血フォワード?, Doryoku no nekketsu fowādo) (努力の熱血フォワード). Usa:
- Testa Calda (バックドラフト?, Bakkudorafuto, lett. "Ritorno di fiamma"):

Tecnica di tiro. Adriano salta in aria ed effettua diverse capriole scomposte, e una volta vicino alla palla, si gira di schiena e la colpisce all'indietro con la testa, spedendola in porta.
- Tiro Frizzante (ファイアレモネード?, Faia Remonēdo, lett. "Limonata di fuoco"):

Tecnica di tiro. Adriano colpisce la palla con la pianta del piede spedendola in aria per poi colpirla violentemente, una volta ricaduta, e spedirla in porta circondata da una scia gialla e verde; quando il pallone viene però afferrato, la scia si raccoglie attorno al pallone e a quel punto Adriano, con un gesto, la fa esplodere battendo così il portiere.
- Tiro Super Frizzante (Fire Lemonade Rising, ファイアレモネードライジング?, Faia Remonēdo Raijingu, lett. "Limonata di fuoco crescente"):

Tecnica di tiro apparsa in Inazuma Eleven Orion no Kokuin. Adriano colpisce la palla con la pianta del piede spedendola in aria, mentre il terreno sotto i suoi piedi si sconquassa generando un'onda giallo-verde, per poi colpirla violentemente, una volta caduta, e spedirla in porta circondata e un'aura prima giallo-verde e successivamente grigio-nera. La tecnica è un'evoluzione del Tiro frizzante, e come quest'ultima, anche questa tecnica aumenta di potenza quando si tenta di bloccarla, in quanto l'aura nera esplode facendo addirittura saltare via la porta.

#### Sonny Wright
Sonny Wright, nome originale Asuto Inamori (稲森 明日人?, Inamori Asuto), attaccante e vice capitano, numero 10

Doppiato in giapponese da Ayumu Murase e in italiano da Vito Ventura

Ha i capelli neri con cinque punte (tre sopra e due ai lati) e gli occhi verde scuro. È soprannominato "il Ragazzo baciato dal Sole" (太陽に選ばれたサッカー小僧?, Taiyō ni eraba reta sakkā kozō, lett. "il calciatore scelto dal Sole") per il suo carattere, appunto, solare e vivace anche sul campo. È uno dei tre personaggi principali della serie e viveva sull'isola di Normidia assieme a sua madre Giulia che, tuttavia, è morta dopo una lunga malattia, mentre suo padre, di cui non ha notizie da diverso tempo, si scopre poi essere Truman Newton, apparso in Inazuma Eleven Orion no Kokuin. La sua passione per il calcio è pari a quella di Mark ed Arion. Viene nominato capitano della squadra dopo l'infortunio di Maxime, poco prima della finale del Football Frontier tra la Raimon e il Liceo Altaluna. Nella serie Inazuma Eleven Orion no Kokuin viene preso di mira dalla Fondazione Orione e durante la partita tra la Inazuma Japan e la Perfect Spark, viene fatto credere ai giocatori giapponesi che si sia unito alla nazionale russa; tuttavia, Sonny era al sicuro altrove al momento della partita mentre il russo Lus Kasim lo impersonava sul campo. Usa:
- Contrasto Lampo (イナビカリ・ダッシュ?, Inabikari Dasshu, lett. "Scatto del lampo"):

Tecnica di dribbling. Sonny corre velocemente, diventando un fulmine e prendendo la palla, superando infine l'avversario con una capriola all'indietro.
- Orso Polare n°2 (北極グマ2号?, Hokkyoku Guma Nigō):

Tecnica di tiro usata in combinazione con Sandra e Basile. In Inazuma Eleven Orion no Kokuin, Byron prende il posto di Basile nell'esecuzione della tecnica.
- Tripla Meteora (メテオドロップ?, Meteo Doroppu, lett. "Lancio della meteora"):

Tecnica di tiro usata in combinazione con Valentin e Basile.
- Ali del Goal (シャイニングバード?, Shainingu Bādo, lett. "Uccello splendente"):

Tecnica di tiro. Sonny tira la palla in aria, per poi saltare preparandosi a tirarla con una rovesciata; dopo esser stata tirata, la palla si illumina di una luce aurea e viene seguita da gabbiani dorati, i quali entrano nella palla formando un gigantesco gabbiano dorato.
- Tiro Solcante (カウンタードライブ?, Kauntā Doraibu, lett. "Controtiro):

Tecnica di tiro usata in combinazione con Basile. Sonny e Basile corrono insieme in avanti, per poi tirare contemporaneamente la palla, la quale si dirige in porta con grande velocità e potenza. Può anche essere usata per bloccare i tiri avversari, e sfruttare la loro potenza per aumentare la potenza del tiro.
- Triplo Tornado (ビクトリーライン?, Bikutorī Rain, lett. "Linea della vittoria"):

Tecnica di tiro usata in combinazione con Basile e Maxime.
- Ultima Risorsa (ラストリゾート?, Rasuto Rizōto, lett. "Ultima risorsa"):

Tecnica di tiro usata con Elliot ed Heath nella Inazuma Japan in Inazuma Eleven Orion no Kokuin. La tecnica non aveva alcuna differenza sostanziale dalla versione di Axel le varie fasi del tiro erano spartite tra i tre, tuttavia era incompleta ed è stata resa definitiva ed evoluta nel Last Resort Σ col supporto di Hikaru.
- Inasprimento Solare (Sunrise Blitz, サンライズブリッツ?, Sanraizu Burittsu, lett. "Assalto dell'alba"):

Tecnica di tiro usata in Inazuma Eleven Orion no Kokuin. Sonny si alza la palla di piatto poi accumula energia incrociando le mani e carica il pallone di tale energia, che inizia a risplendere; successivamente, Sonny salta e colpisce quattro volte il pallone, che si scaglia poi in porta.
- Ultima Risorsa Σ (ラストリゾートΣ?, Rasuto Rizōto Shiguma, lett. "Ultima risorsa sigma"):

Tecnica di tiro usata con Elliot, Heath e Lucas nella Inazuma Japan in Inazuma Eleven Orion no Kokuin. Heath evoca l'aura e manda la palla ad Hikaru, il quale la colpisce per Elliot e Sonny, che la calciano contemporaneamente spedendola in porta avvolta da un'aura azzurra che poi si trasforma in quattro draghi (uno giallo, uno verde, uno azzurro e uno fucsia) che entrano ed escono dal terreno mentre si dirigono verso la porta.

#### Basile Hardy
Basile Hardy, nome originale Sasuke Kozōmaru (小憎丸 サスケ?, Kozōmaru Sasuke), attaccante, numero 11

Doppiato in giapponese da Yūki Kaji e in italiano da Andrea Rotolo

Di altezza media e corpulento di stazza, ha i capelli neri e occhi sottili dello stesso colore. Ha un carattere serio e determinato, nutrendo una forte ammirazione verso Axel Blaze. Nonostante la stazza corpulenta, è un giocatore molto agile e veloce. Egli è l'unico membro della squadra a non aver fatto parte del Normidia Soccer Club, entrando successivamente e direttamente nella nuova Raimon. In Inazuma Eleven Orion no Kokuin Basile dimagrisce e aumenta in altezza (acquisendo una grande somiglianza ad Axel), unendosi successivamente alla Inazuma Japan. Durante i suoi duri allenamenti sulle montagne, Basile ha sviluppato la modalità "Super Wild", la quale lo rende molto più veloce, agile e potente, mentre a livello fisico viene avvolto da un'aura d'energia azzurra, mentre i suoi occhi e i suoi capelli assumono riflessi azzurri. Il suo soprannome originale in Ares è il Bomber cicciottello" (おデブなエースストライカー?, O debuna ēsusutoraikā). Usa:
- Tornado di Fuoco (ファイアトルネード?, Faia Torunēdo):

Tecnica di tiro. Basile lancia la palla, poi salta per raggiungerla, ruotando su se stesso e ricoprendosi di fiamme con il movimento; infine tira la palla al volo, spedendola in porta avvolta dalle fiamme.
- Orso Polare n°2 (北極グマ2号?, Hokkyoku Guma Nigō):

Tecnica di tiro usata in combinazione con Sandra e Sonny.
- Tripla Meteora (メテオドロップ?, Meteo Doroppu, lett. "Lancio della meteora"):

Tecnica di tiro usata in combinazione con Valentin e Sonny.
- Tormenta di Fuoco (爆熱ストーム?, Bakunetsu Sutōmu, lett. "Tempesta esplosiva"):

Tecnica di tiro combinato. La tecnica è simile nell'esecuzione a quella di Axel e dei fratelli Murdock: la differenza sta nel fatto che la tecnica di base non è il Triangolo Z ma la Ali del goal di Sonny, che successivamente viene potenziata dal Tornado di fuoco di Basile.
- Tiro Solcante (カウンタードライブ?, Kauntā Doraibu, lett. "Controtiro):

Tecnica di tiro usata in combinazione con Sonny.
- Triplo Tornado (ビクトリーライン?, Bikutorī Rain, lett. "Linea della vittoria"):

Tecnica di tiro usata in combinazione con Sonny e Maxime.
- Fiamma Daruma (火だるまバクネツ弾? lett. "Colpo esplosivo della daruma di fuoco"):

Tecnica di tiro. Basile evoca un cerchio di fuoco ai suoi piedi poi salta girando su se stesso avvolto dalle fiamme e colpisce il pallone con entrambe le piante dei piedi, che, avvolto da una fiammata, si dirige in porta assumendo l'aspetto di una statuina daruma.
- Ciclone Selvaggio (Over Cyclone, オーバーサイクロン?, Ōbā Saikuron):

Tecnica di tiro usata in Inazuma Eleven Orion no Kokuin. Basile evoca un paesaggio di montagna alle sue spalle e lancia la palla in aria, caricandola di energia azzurra; successivamente, Basile la colpisce con entrambi i piedi, spendendola in porta avvolta da un'aura azzurra, un vortice d'aria ed inseguita da vari animali della foresta cristallini. Questa tecnica di tiro viene utilizzata da Basile in modalità "Super Wild".
- Ultima Risorsa (ラストリゾート?, Rasuto Rizōto, lett. "Ultima risorsa"):

Tecnica di tiro usata in Inazuma Eleven Orion no Kokuin creata da Axel. Con un gesto delle braccia, Basile ingloba il pallone in aria in un'aura rossa ed azzurra, salta quindi all'indietro e con entrambi i piedi la lancia la palla verso il terreno, colpendola una seconda volta di raso con la gamba sinistra prima che tocchi il suolo per poi tirarla in porta; la palla diventa viola e viene circondata da un drago composto di pietre, dirigendosi in porta entrando e uscendo dal terreno più volte. Questa tecnica di tiro viene utilizzata da Basile in modalità "Super Wild".
Elliot Ember, nome originale Ryōhei Haizaki (灰崎 凌兵?, Haizaki Ryōhei), attaccante, numero 14

### Altri membri
Kyūta Kyōno (京野 球太?, Kyōno Kyūta), portiere, numero 12

Basso di statura, ha i capelli arancioni, grandi occhi sporgenti e le lentiggini. È il secondo portiere della squadra, ma appare solo nel manga e nel gioco. Usa:
- Namida de Nami da (涙で波だ? lett. "L'onda delle lacrime"):

Tecnica di parata usata solo nel manga e nel gioco. Kyūta inizia a piangere e sotto di lui genera un'onda anomala con la quale ferma la palla.
- Orso Polare n°2 (北極グマ2号?, Hokkyoku Guma Nigō):

Tecnica di tiro usata da Kyūta nel manga in combinazione con Basile e Sonny.

### Staff della squadra
Mr. Yi, nome originale Zhao Jin Yun (cinese tradizionale e semplificato: 赵金雲), pronuncia giapponese Chō Kinun (趙 金雲?)

Doppiato in giapponese da Yūichi Nakamura e in italiano da Toni Mazzara

È un uomo cinese di statura grossa, dai capelli neri legati in una treccia verso l'alto, gli occhi arancioni e dei baffi sottili e un pizzetto. Dal carattere allegro, gioviale e a volte bizzarro, si scopre essere stato un istruttore di kung-fu per tre anni, ha trascorso tre anni nell'esercito, ha giocato a baseball e a calcio per tre anni e ne ha trascorso uno come allenatore (sempre di calcio). Spesso, durante le partite, è solito giocare ai videogiochi, dando l'impressione di non star seguendo la partita e dando indicazioni apparentemente senza senso ai suoi giocatori, rivelandosi poi vincenti. In Inazuma Eleven Orion diventa l'allenatore della Inazuma Japan e, oltre a questo, ricopre anche il ruolo di preparatore atletico della nazionale cinese, la Soccer Acrobatic Troupe, usando l'alias di Zhao Jintoyun (チョウ・キントウン?, Chō Kintonun).
Regina Mulgrave, nome originale Anna Mikado (神門 杏奈?, Mikado Anna), manager

Doppiata in giapponese da Rie Takahashi e in italiano da Veronica Cuscusa

Ha lunghi capelli arancione chiaro e gli occhi Blu. È conosciuta come "l'imperatrice della Raimon", anche in riferimento al suo cognome giapponese ("mikado" (神門?) è un termine usato nel XIX secolo per riferirsi agli imperatori del Giappone).All’inizio, lei e le sue amiche erano molto arroganti e antipatiche nei confronti della squadra, ma col tempo impararono a rispettarli. Sembra provare qualcosa nei confronti di Heath. In Inazuma Eleven Orion diventa una delle manager dell'Inazuma Japan.
Aurelia Dingle, nome originale Tsukushi Ōtani (大谷 つくし?, Ōtani Tsukushi), manager

Doppiata in giapponese da Akane Fujita e in italiano da Erika Laiolo

Ha i capelli castani medio-lunghi e gli occhi marroni. Era già comparsa nei giochi precedenti della serie come un personaggio reclutabile. In Inazuma Eleven Orion diventa una delle manager dell'Inazuma Japan.
Dean Rush, nome originale Yukinori Kameda (亀田 幸則?, Kameda Yukinori), secondo allenatore

Doppiato in giapponese da Haruo Yamagishi e in italiano da Walter Rivetti

Ha i capelli e gli occhi neri. Critica spesso le decisioni dell'allenatore Yi.
Li Lacchè, nome originale Li Kobun (李 子文?, Ri Kobun), assistente dell'allenatore

Doppiato in giapponese da Yuka Terasaki e in italiano da Paolo Carenzo

È il misterioso assistente dell'allenatore Yi. Di statura media, nessuno sa la sua vera identità poiché il suo volto è perennemente coperto da una bizzarra maschera rotonda. In Inazuma Eleven Orion no Kokuin si scopre essere in realtà Jimmy Wongfu, attaccante della nazionale cinese, la Soccer Acrobatic Troupe, precedentemente spacciandosi ai giocatori giapponesi come Atlas Strongwater (無敵ヶ原 富士丸?, Mutekigahara Fujimaru).
Biagio Belmondo, nome originale Ikutarō Shimabukuro (島袋 幾太郎?, Shimabukuro Ikutarō), sponsor

Doppiato da Riki Kagami

Ha i capelli castani e porta gli occhiali. È il presidente della Island Tours, la società che sponsorizza la squadra.

## Squadre della fase a gironi del Football Frontier

### Risultati del torneo di qualificazione al Football Frontier
- 1º turno
  - Accademia Stella vs. Raimon: 10-1
  - Raimon vs. Liceo Bastioni: 2-0
  - Accademia Stella vs. Kirkwood Jr. High: 4-3
- 2º turno
  - Raimon vs. Anima Sana Academy: 4-0
- 3º turno
  - Raimon vs. Royal Academy: 4-3
- 4º turno
  - Raimon vs. Accademia Stella: 5-4[2]

### Accademia Stella
L'Accademia Stella (星章学園?, Seishō Gakuen) è la squadra in cui è stato inviato Jude Sharp. Lo sponsor della squadra è la Kira St☆r Pharma (キラスター製薬?, Kira Star Seiyaku). È la prima squadra che la Raimon affronta nella fase preliminare del Football Frontier, venendo sconfitta per 10-1. Nella stessa fase affronta anche la Kirkwood, vincendo per 4-3, e altre tre squadre sconosciute, vincendo anche quelle partite, per poi affrontare di nuovo la Raimon, risultando la sesta ed ultima squadra ad essere affronta da quest'ultima in questa fase, perdendo per 5-4, classificandosi prima nel proprio girone, e passando ai sedicesimi di finale del torneo, dove affronta il Liceo Altaluna, perdendo per 3-0. Usano lo schema di gioco 4-3-3 o 4-5-1.
Tattiche micidiali:
- Zona Perfetta (クライシスゾーン?, Kuraishisu Zōn, lett. "Zona critica"):

Otto giocatori circondano gli avversari con uno schema a forma di clessidra, e si passano tra loro la palla, mantenendone così il possesso.

#### Membri
Mickey Way, nome originale Masamichi Amano (天野 政道?, Amano Masamichi), portiere, numero 1

Doppiato da Subaru Kimura e in Italiano da Osmar Santucho 

Ha lunghi capelli castani, gli occhi neri, la pelle scura e possiede un fisico imponente. Il suo soprannome è "Capellone" (もじゃもじゃパワーキーパー?, Mojamoja pawākīpā, lett. "il forzuto portiere capellone"). Durante la partita contro la Kirkwood gioca inizialmente come difensore poiché Elliot, per capire il significato del gioco di squadra, viene spostato come portiere; dopo che l'attaccante ha imparato la lezione, Mickey riprende finalmente il suo ruolo originale. Il suo nome è un riferimento alla Via Lattea ("Mickey Way" sembra "Milky Way", Via Lattea in inglese). Usa:
- Parata Pelosa (もじゃキャッチ?, Moja Kyacchi):

Tecnica di parata. Mickey evoca peluria viola sul pugno destro, che si espande anche al sinistro quando le mette nocca a nocca, dopodiché le mette entrambe davanti al corpo, creando un tunnel vorticoso che ingloba la palla, la rallenta e la blocca, facendola finire nella mano destra.
- Cratere Tempestivo (デスクレーター?, Desu Kurētā, lett. "Cratere micidiale"):

Tecnica di parata. Mickey si ricopre di energia rossa, quindi salta e dà un pugno al terreno, creando una voragine che fa sprofondare la porta, impedendo al tiro avversario di entrare.
Larry Lyre, nome originale Tomio Kotono (古都野 富夫?, Kotono Tomio), difensore, numero 2

Doppiato da Yoshiyuki Matsūra

Ha i capelli rosa scuro e gli occhi grigi. Il suo soprannome originale è "lo Stopper cometa" (彗星ブロッカー?, Suisei burokkā).
Cygnus Starkey, nome originale Tsumuki Shiratori (白鳥 つむき?), difensore, numero 3

Doppiato da Yumi Hino

Ha i capelli argentati e gli occhi grigi. Il suo soprannome originale è "il Guardiano del cielo stellato" (星空の護り手?, Hoshizora no mamorite).
Ari Zimmerman, nome originale Katsumi Yagihara (八木原 克己?, Yagihara Katsumi), difensore, numero 4

Doppiato da Serika Hiromatsu

Ha i capelli castani che gli coprono l'occhio sinistro, gli occhi marroni, indossa gli occhiali e porta una fascetta verde alla testa. Il suo soprannome originale è "il Lavoratore indaffarato (つつましき仕事人?, Tsutsumashiki shigoto hito).
Acker Reese, nome originale Seiryū Mizukamiya (水神矢 成龍?, Mizukamiya Seiryū), difensore e capitano, numero 5

Doppiato da Takahiro Sakurai

Ha i capelli blu e gli occhi grigi. Il suo soprannome originale è "il Capitano calmo e passionale" (クールな熱血キャプテン?, Kūru na nekketsu kyaputen). Nella serie Inazuma Eleven Orion no Kokuin viene convocato per la Inazuma Japan durante la fase ad eliminazione diretta del Football Frontier International. Usa:
- Rete Difensiva (ゾーン・オブ・ペンタグラム?, Zōn obu Pentaguramu, lett. "Zona del pentacolo"):

Tecnica di difesa. Acker crea intorno a sé una barriera azzurra, la quale si espande in una sfera e circonda l'avversario; Acker quindi si illumina di energia celeste e scatta rimbalzando velocemente per la barriera, rubando infine la palla con un contrasto. Se l'avversario intrappolato cercasse di tirare la palla dall'interno della barriera, il tiro risulterà deviato qualora uscisse.
- Difesa Lunare (KAMAKURA D?, Kamakura Dimenshon, lett. "Dimensione Kamakura"):

Tecnica di parata combinata usa Inazuma Eleven Orion no Kokuin assieme a Duske ed Hunter nella Inazuma Japan. Duske evoca lo scudo della Parata emblematica mentre Acker ed Hunter saltano e, dopo che alle loro spalle appare il cielo notturno, evocano altri scudi come stelle cadenti; Duske quindi crea attorno a sé una cupola di scudi e li trasforma in cristalli fucsia, facendo rimbalzare il tiro all'interno della cupola, che viene indebolito e parato da Duske.
- Pinguino Imperatore n°2 (Kōtei Penguin Nigō, 皇帝ペンギン2号?, Kōtei pengin nigō):

Tecnica originaria della Royal Academy, eseguita con Acker e Nathan Swift nella Inazuma Japan in Inazuma Eleven Orion no Kokuin.
- Pinguino Imperatore n°2 con Squalo (皇帝ペンギン2号 feat. シャーク?, Kōtei pengin nigō fīcharingu Shāku):

Tecnica di tiro eseguita con Acker e Nathan Swift nella Inazuma Japan in Inazuma Eleven Orion no Kokuin.
Jimmy Nigh, nome originale Tetsuya Futagotamagawa (双子玉川 哲也?, Futagotamagawa Tetsuya), centrocampista, numero 6

Doppiato da Momoko Taneichi

Basso, ha i capelli marrone chiaro. Il suo soprannome originale è "la Piccola stella veloce" (小さなスピードスター?, Chīsana supīdosutā).
Caesar Pike, nome originale Sameharu Uoshima (魚島 鮫治?, Uoshima Sameharu), centrocampista, numero 7

Doppiato da Kosuke Takaguchi

Alto e robusto, ha i capelli neri e la pelle scura. Il suo soprannome originale è "lo Squalo aggressivo" (アグレッシブシャーク?, Aguresshibu shāku).
Oliver Golightly, nome originale Seiya Saotome (早乙女 聖也?, Saotome Seiya), centrocampista, numero 8

Doppiato da Serika Hiromatsu

Ha i capelli e gli occhi grigio scuro. Il suo soprannome originale è "il Bagliore di Spica" (スピカのきらめき?, Supika no kirameki). Usa la tecnica:
- Sottrazione Abbagliante (エンジェルレイ?, Enjeru Rei, lett. "Raggio angelico"):

Tecnica di dribbling. Oliver incrocia le braccia sul petto, sollevandosi avvolto in un'aura luminosa; cala il buio sul campo e Oliver inizia a risplendere, accecando l'avversario e superandolo.
Oscar Pio, nome originale Eiji Sasotsuka (佐曽塚 瑛士?, Sasotsuka Eiji), centrocampista, numero 9

Doppiato da Suzumura Ken'ichi

Alto, ha i capelli rossi composti da tante punte e gli occhi neri. Il suo soprannome originale è "il Centrocampista siluro" (トゲトゲミッドフィルダー?, Togetoge middofirudā). Usa la tecnica:
- Zona Micidiale (デスゾーン?, Desu Zōn):

Tecnica di tiro usata insieme a Eddy ed Elliot. I tre saltano, e formano un triangolo intorno alla palla, caricandola di energia viola mentre ruotano intorno ad essa; quindi la tirano in porta: Eddy e Oscar al volo, mentre Elliot in rovesciata.
Eddy O'Ryan, nome originale Fuyuki Orio (折緒 冬輝?, Orio Fuyuki), centrocampista, numero 10

Doppiato da Kazuhiro Fusegawa

Ha i capelli viola e gli occhi neri. Il suo soprannome originale è "il Fulgore dell'occhio del cacciatore" (狩人の眼光?, Kariudo no gankō). Usa:
- Zona Micidiale (デスゾーン?, Desu Zōn):

Tecnica di tiro usata insieme a Oscar ed Elliot.
- Tiro Rotante (スぺクトルマグナ?, Supekutoru Maguna, lett. "Magnum spettrale"):

Tecnica di tiro. Eddy tira in aria la palla, la segue in capriola per prenderla con le ginocchia, continua con una seconda capriola e sterza la palla con le avangambe, avvolgendola in un'energia iridescente, la quale esplode e spedisce la palla in porta.
Elliot Ember, nome originale Ryōhei Haizaki (灰崎 凌兵?, Haizaki Ryōhei), attaccante, numero 11

Doppiato in giapponese da Hiroshi Kamiya e in italiano da Andrea Beltramo

Ha lunghi capelli grigio scuro, gli occhi neri con la pupilla rossa e gialla e la pelle scura. È uno dei tre personaggi principali della serie. Normalmente calmo, sebbene arrogante, può diventare aggressivo e incontrollabile: proprio per la sua impetuosità nonché per il suo stile di gioco aggressivo ma innegabilmente di alto livello è stato soprannominato "il Diavolo del campo" o "il Diavolo in campo" (フィールドの悪魔?, Fīrudo no Akuma). Inizialmente era l'attaccante di punta dell'Accademia Stella ma, dopo l'eliminazione della sua squadra ad opera del Liceo Altaluna, si è trasferito alla Raimon con il consenso di Jude Sharp e dell'allenatore Percival Travis poco prima della finale del Football Frontier. Nella partita fra l'Accademia Stella e la Kirkwood ha giocato parte della partita come portiere per ordine di Jude: così facendo, dopo iniziali difficoltà, Elliot ha capito il significato del gioco di squadra ed appreso la visione di gioco. Ha un'amica d'infanzia a cui è molto legato, Gloria Bianchi, influenzata dagli effetti del programma del Giudizio di Ares. Al termine del Football Frontier International, alla fine di Inazuma Eleven Orion no Kokuin, è ritornato all'Accademia Stella. Usa:
- Zona Micidiale (デスゾーン?, Desu Zōn):

Tecnica di tiro usata insieme a Eddy O'Ryan e Oscar Pio nell'Accademia Stella. I tre saltano, e formano un triangolo intorno alla palla, caricandola di energia viola mentre ruotano intorno ad essa; quindi la tirano in porta: Eddy e Oscar al volo, mentre Elliot in rovesciata.
- Pinguino Volante (オーバーヘッドぺンギン?, Ōbāheddo Pengin, lett. "Pinguino in rovesciata"):

Tecnica di tiro. Elliot lancia in aria la palla, e dopo aver saltato per raggiungerla, fischia e chiama dal terreno sei pinguini neri, che si incastrano alla palla col becco e la caricano di energia iniziando a ruotare su loro stessi; Elliot quindi la tira in porta con una rovesciata, seguita dai pinguini.
- Pinguino Supremo (パーフェクトペンギン?, Pāfekuto Pengin, lett. "Pinguino perfetto"):

Tecnica di tiro. Elliot salta e urla, chiamando otto pinguini neri, i quali entrano all'interno della palla e la illuminano di una luce dorata; quindi Elliot la tira, ed essa si illumina di una luce viola e facendo uscire i pinguini, i quali rientrano nella palla trasformandola in un gigantesco pinguino dorato che si dirige in porta.
- Pinguini del Crepuscolo (Penguin The God & Devil, ペンギン・ザ・ゴッド & デビル?, Pengin Za Goddo ando Debiru):

Tecnica di tiro usata insieme a Xavier Schiller nella Inazuma Japan in Inazuma Eleven Orion no Kokuin. Elliot tira in aria la palla dandole un'aura viola, poi Xavier salta e si prepara a calciarla mentre dalla sua schiena escono due ali dorate, rendendo dorata anche l'aura; Elliot intanto evoca dal terreno sei pinguini d'ombra, che lo seguono quando salta per raggiungere la palla dopodiché i due tirano assieme, spedendo la palla in porta seguita dai pinguini, tre dall'aspetto diabolico e tre angelico.
- Zona Micidiale Distruttrice (Death Crusher Zone, デスクラッシャーゾーン?, Desu Kurasshā Zōn):

Tecnica di tiro combinato usata in Inazuma Eleven Orion no Kokuin in combinazione con Caleb e Jude nella Inazuma Kapan. I tre eseguono la Zona micidiale in aria mentre inseguono la palla (già calciata con un'altra tecnica micidiale) lasciando dietro di sé triangoli viola; i tre quindi calciano la palla in porta, avvolgendola in un'enorme punta di freccia viola che si dirige a gran velocità verso la porta.
- Squalo Profondo (Shark The Deep, シャーク・ザ・ディープ?, Shaaku Za Diipu):

Tecnica di tiro usata in Inazuma Eleven Orion no Kokuin. Elliot viene avvolto da un'aura acquea viola scuro, che incanala nella gamba prima di calciare al volo il pallone, il quale viene quindi avvolto da una falce violacea schiantandosi al suolo; la falce si muove verso la porta trasformandosi un enorme squalo viola scuro il quale, una volta davanti al portiere, lo divora e il pallone finisce in rete.
- Ultima Risorsa (ラストリゾート?, Rasuto Rizōto, lett. "Ultima risorsa"):

Tecnica di tiro usata con Elliot ed Heath nella Inazuma Japan in Inazuma Eleven Orion no Kokuin. La tecnica non aveva alcuna differenza sostanziale dalla versione di Axel le varie fasi del tiro erano spartite tra i tre, tuttavia era incompleta ed è stata resa definitiva ed evoluta nel Last Resort Σ col supporto di Lucas.
- Pinguino Imperatore n°2 (Kōtei Penguin Nigō, 皇帝ペンギン2号?, Kōtei pengin nigō):

Tecnica originaria della Royal Academy, eseguita con Acker e Nathan nella Inazuma Japan in Inazuma Eleven Orion no Kokuin. Elliot ed Acker scattano mentre Nathan fischia e fa sbucare dal terreno cinque pinguini imperatori per poi calciare la palla in aria, seguita dai pinguini; Elliot ed Acker la tirano insieme spedendola in porta seguita dai pinguini, che si uniscono insieme in un gigantesco pinguino di energia azzurro e giallo.
- Pinguino Imperatore n°2 con Squalo (皇帝ペンギン2号 feat. シャーク?, Kōtei pengin nigō fīcharingu Shāku):

Tecnica di tiro eseguita con Acker e Nathan oppure con Jude e Caleb nella Inazuma Japan in Inazuma Eleven Orion no Kokuin. Elliot ed Acker/Caleb scattano mentre Nathan/Jude fischia e fa sbucare dal terreno cinque pinguini imperatori per poi calciare la palla in aria, seguita dai pinguini; Acker/ Caleb ed Elliot quindi si avvolgono di un'aura acquea viola scuro e poi tirano il pallone verso il suolo incanalando l'aura nella palla, che si schianta al suolo ed emerge trasformata in un grosso squalo viola scuro, mentre dietro di questo i pinguini si trasformano in un gigantesco pinguino di energia azzurro e giallo che vola verso la porta assieme allo squalo.
- Ultima Risorsa Σ (ラストリゾートΣ?, Rasuto Rizōto Shiguma, lett. "Ultima risorsa sigma"):

Tecnica di tiro usata con Elliot, Heath e Lucas nella Inazuma Japan in Inazuma Eleven Orion no Kokuin.
- Colpo di Perseo (Perseus Orb, ペルセウスオーブ?, Peruseusu Ōbu, lett: "Sfera di Perseo"):

Tecnica di tiro usata con Sergi ed Erik nei Zhao Jinyuns in Inazuma Eleven Orion no Kokuin. I tre si inginocchiano verso la palla mentre questa di riempie di energia azzurra che prende la forma di un cavaliere greco alato; Elliot quindi la colpisce con una tallonata dall'alto ed Erik la sferza, dopodiché insieme a Sergi tirano assieme mandandola in porta avvolto da un'aura azzurra generata dalla stoccata del cavaliere etereo.
Jude Sharp, nome originale Yūto Kidō (鬼道 有人?, Kidō Yūto), centrocampista, numero 19

#### Staff della squadra
Percival Travis, nome originale Michiya Kudō (久遠 道也?, Kudō Michiya), allenatore
Celia Hills, nome originale Haruna Otonashi (音無 春奈?, Otonashi Haruna), manager
Eiji Makihara (巻原 英司?, Makihara Eiji), vice allenatore

### Kirkwood Jr. High
La Kirkwood Jr. High (木戸川清修?, Kidokawa Seishū) è la squadra in cui è stato inviato Axel Blaze. Lo sponsor della squadra è la Zig Zag (Zゼミナール?, Zetto Seminaru, lett. "Seminari Zeta"). Affronta l'Accademia Stella nella fase preliminare del Football Frontier, perdendo per 4-3. Usano lo schema di gioco 4-2-4.
Trice Topper, nome originale Yakata Oogosho (大御所 館?, Oogosho Yakata), portiere, numero 1

Doppiato da Shinnosuke Ogami

Muscoloso, ha i capelli biondi a forma di tre trivelle rivolte verso l'alto e la pelle scura.
Malcolm Night, nome originale Mamoru Nishigaki (西垣 守?, Nishigaki Mamoru), difensore, numero 2
Alfred Meenan, nome originale Akihi Megawa (女川 映日?, Megawa Akihi), difensore, numero 3
Dan Mirthful, nome originale Dan Mitsumune (光宗 団?, Mitsumune Dan), difensore, numero 4
Ricky Clover, nome originale Ritsuki Kurobe (黒部 立樹?, Kurobe Ritsuki), difensore, numero 5
Toby Damian, nome originale Dan Tobiyama (跳山 段?, Tobiyama Dan), centrocampista, numero 6
York Nashmith, nome originale Naoto Yakata (屋形 直人?, Yakata Naoto), centrocampista, numero 7
Zachary Moore, nome originale Sakito Mogi (茂木 沙樹都?, Mogi Sakito), centrocampista, numero 8
Marvin Murdock, nome originale Masaru Mukata (武方 勝?, Mukata Masaru), attaccante e capitano, numero 9
Thomas Murdock, nome originale Tomo Mukata (武方 友?, Mukata Tomo), attaccante, numero 10
Tyler Murdock, nome originale Tsutomu Mukata (武方 努?, Mukata Tsutomu), attaccante, numero 11
Axel Blaze, nome originale Shūya Gōenji (豪炎寺 修也?, Gōenji Shūya), attaccante, numero 17
Hidaly Prentice, nome originale Atomi Mito (水戸 安登未?, Mito Atomi), centrocampista, numero 23

Doppiato da Seiko Ueda

Ragazzo dai capelli castani e gli occhi neri. Il suo soprannome in originale è "il Ragazzo leale" (フェアプレイボーイ?, Feapurei Bōi, "Fair Play Boy"). Faceva parte della seconda squadra, ma dopo aver aiutato Axel in una partita d'allenamento contro i tre fratelli Murdock è stato promosso alla prima squadra.
Jody Green, nome originale Madoka Hoshino (星乃 円?, Hoshino Madoka), difensore, numero 24

Doppiato da Eri Inagawa

Ragazzo dall'aspetto femmineo, avente capelli castani parzialmente coperti da un cappello rosso a stelle bianche, occhi neri dalle ciglia lunghe ed orecchini. Il suo soprannome in originale è "la Stella cometa" (シューティングスター?, Shūtingu Sutā, "Shooting Star"). Faceva parte della seconda squadra, ma dopo aver aiutato Axel in una partita d'allenamento contro i tre fratelli Murdock è stato promosso alla prima squadra.
John Neville, nome originale Yowami Nanzan (軟山 弱?, Nanzan Yowami), portiere

#### Staff della squadra
Seth Nichols, nome originale Shūgo Nikaidō (二階堂 修吾?, Nikaidō Shūgo), allenatore

### Liceo Bastioni
Il Liceo Bastioni (美濃道三?, Minodōzan) è la squadra in cui è stato inviato Jack Wallside. Lo sponsor della squadra è la HECOM Security. È la seconda squadra che la Raimon affronta nella fase preliminare del Football Frontier, perdendo per 2-0 (senza la presenza di Jack poiché infortunato). È conosciuta con il nome di "la Fortezza inespugnabile" per le notevoli capacità difensive dei giocatori. Usano lo schema di gioco 4-4-2.
Knox Loxley, nome originale Kento Jōsai (城西 健人?, Jōsai Kento), portiere, numero 1

Ha i capelli grigio chiaro alzati e la pelle scura.
Björn Brocken, nome originale Taiho Maeno (前野 大豊?, Maeno Taiho), difensore, numero 2

Doppiato da Osamu Taira

Ha i capelli viola scuro e la pelle scura. Usa la tecnica:
- Muro Quadruplo (レンサ・ザ・ウォール?, Rensa Za Wōru):

Tecnica di difesa combinata usata insieme a Barry, Hefton e Lunk. I quattro evocano dal suolo delle lastre di terra che si uniscono tra di loro fino a formare un muro che divide a metà il campo di gioco, rendendo impossibile ogni azione avversaria; la tecnica ha tuttavia ha un difetto: quando i giocatori che la usano si muovono in avanti, portandosi dietro il muro, esso si separa per un momento, creando una piccola apertura e permettendo quindi il passaggio avversario della palla.
Lunk Ironbrow, nome originale Taizō Hirata (平田 泰造?, Hirata Taizō), difensore, numero 3

Doppiato da Ryūnosuke Watanuki

Ha i capelli lunghi verde scuro e dei segni neri sotto gli occhi. Usa:
- Difesa Mostruosa (フランケン守タイン?, Furankenshutain, lett. "Frankenstein", il nome tuttavia contiene anche il verbo "守", "difendere"):

Tecnica di difesa. Lunk evoca un mostro verde, che nell'aspetto ricorda il mostro di Frankenstein, il quale blocca l'avversario con la mano destra.
- Muro Quadruplo (レンサ・ザ・ウォール?, Rensa Za Wōru):

Usata insieme a Barry, Björn e Hefton.
Hefton Bulk, nome originale Moko Moriagari (盛上 モコ?, Moriagari Moko), difensore, numero 4

Doppiato da Setsuji Satō e in Italiano da Walter rivetti 

Grosso di statura, ha i capelli verdi, gli occhi chiusi e un dente sporgente. Usa:
- Blocco Moai (もっこり丘のモアイ?, Okkori Moka no Moai, lett. "La collina nascente del Moai"):

Tecnica di difesa. Hefton sbatte i pugni a terra facendo sollevare sotto l'avversario una colonna di terra, per poi far apparire una statua moai che lo sbalza via.
- Muro quadruplo (レンサ・ザ・ウォール?, Rensa Za Wōru):

Usata insieme a Barry, Björn e Lunk.
Barry Cade, nome originale Nagamine Banri (万里 長嶺?, Banri Nagamine), difensore, numero 5

Doppiato da Shinnosuke Ogami

Indossa un cappello grigio la cui forma ricorda una fortezza. Usa:
- Muro Quadruplo (レンサ・ザ・ウォール?, Rensa Za Wōru):

Usata insieme a Hefton, Björn e Hefton.
Rick Wall, nome originale Tsumio Buroku (武六積夫?, Buroku Tsumio), centrocampista, numero 6

Ha la pelle scura, un copricapo a forma ti torretta che gli copre gran parte del volto e una treccia di capelli grigi.
Ivor Shield, nome originale Tatsuo Tateno (盾野 達夫?, Tateno Tatsuo), centrocampista, numero 7

Ha i capelli grigio scuro, la pelle scura e una maschera a forma di lente rossa che gli copre gli occhi.
Rocky Hardcastle, nome originale Kogorō Tetsugoshi (鉄豪士 小五郎?, Tetsugoshi Kogorō), centrocampista, numero 8

Doppiato da Kazuhiro Fusegawa

Ha i capelli neri con un ciuffo bianco e gli occhi neri con la sclera gialla.
Waldo Gibbons, nome originale Sarukichi Ugō (宇郷 猿吉?, Ugō Sarukichi), attaccante, numero 9

Ha i capelli e gli occhi marrone scuro e la pelle scura.
Sebastian Fortwright, nome originale Noborō Iwagaki (岩垣 登郎?, Iwagaki Noborō), centrocampista e capitano, numero 10

Doppiato da Kazumasa Nakamura

Alto e muscoloso, ha i capelli neri con una parte viola e gli occhi arancioni.
Iggy Motte, nome originale Yamori Ishikabe (石壁 ヤモリ?, Ishikabe Yamori), attaccante, numero 11

Doppiato da Serika Hiromatsu

Ha i capelli grigio scuro legati in quattro trecce che terminano in forma di stella, gli occhi neri e la pelle scura.
Jack Wallside, nome originale Heigorō Kabeyama (壁山 塀吾郎?, Kabeyama Heigorō), difensore, numero 15

#### Staff della squadra
Saitō Ganseki (齋藤 岩石?, Ganseki Saitō)

Doppiato da Shirō Saitō

Allenatore della squadra. Grosso di statura, ha la carnagione mulatta e lunghi capelli verde muschio.
Hosoi Nagao (細井 長夫?, Nagao Hosoi)

Doppiato da Yūichi Karasuma

Preparatore atletico della squadra. Alto e snello, indossa gli occhiali, ha i capelli marroni e dei baffetti. Decisamente lecchino verso l'allenatore, asseconda sempre le sue affermazioni.

### Anima Sana Academy
L'Anima Sana Academy (御影専農?, Mikage Sennō) è la terza squadra affrontata dalla Raimon nella fase preliminare del Football Frontier, perdendo per 4-0. Lo sponsor della squadra è la Vegemech (ベジメック?, Vegemekku). La squadra precedentemente era nota come la Brainwashing Jr. High, che ha cambiato nome dopo aver abbandonato il condizionamento mentale e modificato alla base i mezzi usati dalla squadra per allenarsi e giocare le partite. Inoltre, il precedente allenatore Thomas Thommo (ideatore del metodo di condizionamento mentale) ha abbandonato la squadra, così come anche tre alcuni giocatori quali il precedente capitano Thomas Feldt, Tyron Rock e Samuel Buster. Usano lo schema di gioco 4-4-2.
Gideon Poe, nome originale Nao Oma (小間 直?, Oma Nao), portiere, numero 1

Doppiato da Yūya Hozumi

Ha i capelli neri che gli coprono l'occhio sinistro e che sono legati in una piccola coda, gli occhi rossi ed e pallido. Usa:
- Barriera Magnetica (シュートポケット?, Shūto poketto):

Tecnica di parata. Gideon unisce le mani, e crea una barriera energetica azzurra che blocca la palla.
Harry Leading, nome originale Yū Hiroyama (弘山 誘?, Hiroyama Yū), difensore, numero 2
Terry Stronger, nome originale Tsuyoshi Hanaoka (花岡 強?, Hanaoka Tsuyoshi), difensore, numero 3
Philip Marvel, nome originale Kyō Murobushi (室伏 恐?, Murobushi Kyō), difensore, numero 4
Noel Good, nome originale Nori Inada (稲田 則?, Inada Nori), difensore, numero 5
Electra Faraday, nome originale Den Segawa (瀬川 電?, Segawa Den), centrocampista, numero 6

Donna dai lunghi capelli neri legati in una coda e gli occhi verdi.
Francis Tell, nome originale Kei Fujimaru (藤丸 啓?, Fujimaru Kei), centrocampista, numero 7
Darren Gouger, nome originale Michiru Enami (江波 満?, Enami Michiru), centrocampista, numero 8

Muscoloso, ha i capelli bianchi simili a tentacoli, gli occhi grigi e la pelle scura.
Jonathan Seller, nome originale Seri Yamagishi (山岸 迫?, Yamagishi Seri), attaccante, numero 9
Victor Kind, nome originale Shin Oobe (大部 信?, Oobe Shin), centrocampista, numero 10
Neil Turner, nome originale Arata Shimozuru (下鶴 改?, Shimozuru Arata), attaccante e capitano, numero 11

#### Staff della squadra
Wagano Kakumei (我野 革命?, Kakumei Wagano)

Doppiato da Egawa Hisao

Allenatore della squadra. Ha la carnagione mulatta, una barbetta, indossa gli occhiali da sole e un berretto verde. Indossa una camicia bianca con bretelle, ed è solito portare con sé un frustino.

### Royal Academy
La Royal Academy (帝国学園?, Teikoku Gakuen) è la squadra in cui è stato inviato Nathan Swift. È la quarta squadra affrontata dalla Raimon nella fase preliminare del Football Frontier, perdendo per 4-3. Lo sponsor della squadra è la Kido Industries (鬼道重工?, Kidō Jūkō) e usano lo schema di gioco 4-4-2.
Tattiche micidiali:
- Azione Imperiale (インペリアルサイクル?, Inperiaru Saikuru, lett. "Ciclo imperiale"):

Sei giocatori circondano l'avversario, mettendosi in formazione esagonale, ed uno di essi ruba la palla e la passa a uno dei compagni, i quali se la passano a vicenda tra loro.

#### Membri
Joseph "Joe" King, nome originale Kōjirō Genda (源田 幸次郎?, Genda Kōjirō), portiere, numero 1
Peter Drent, nome originale Densuke Ōno (大野 伝助?, Ōno Densuke), difensore, numero 2
Ben Simmons, nome originale Kazumichi Banjō (万丈 一道?, Banjō Kazumichi), difensore, numero 3
Alan Master, nome originale Ken'ya Narukami (成神 健也?, Narukami Ken'ya), difensore, numero 4
Gus Martin, nome originale Masaru Gojō (五条 勝?, Gojō Masaru), difensore, numero 5
Herman Waldon, nome originale Wataru Henmi (辺見 渡?, Henmi Wataru), centrocampista, numero 6
John Bloom, nome originale Shūji Sakiyama (咲山 修二?, Sakiyama Shūji), centrocampista, numero 7
Derek Swing, nome originale Shūichirō Dōmen (洞面 秀一郎?, Dōmen Shūichirō), centrocampista, numero 8
Daniel Hatch, nome originale Taiki Jimon (寺門 大貴?, Jimon Taiki), attaccante, numero 9
David Samford, nome originale Jirō Sakuma (佐久間 次郎?, Sakuma Jirō), attaccante e capitano, numero 11
Nathan Swift, nome originale Ichirōta Kazemaru (風丸 一郎太?, Kazemaru Ichirōta), difensore, numero 12
Grotley Bogwash, nome originale Kageru Shimerigawa (湿川 陰?, Shimerigawa Kageru), portiere, numero 18

Doppiato da Hiroki Shimowada

Ha i capelli castano nocciola a caschetto, gli occhi neri con la sclera viola e occhiaie grigie e canini superiori sporgenti. Il suo soprannome originale è "l'Autoproclamato difensore della Royal" (自称帝国の守護神?, Jishō teikoku no shugoshin). È un giocatore improvvisato di scarso talento, arrogante e presuntuoso, nonché figlio di un importante dirigente della Kido Industries. Durante la partita contro la Raimon, giocando inizialmente come capitano, dimostra tutta la sua scarsezza come portiere scansando i tiri e facendo segnare tre gol, per poi essere sostituito da Joseph, il quale restituisce a David la fascia da capitano. Subito dopo, Grotley viene portato via con la forza su ordine di Ray Dark, il quale necessitava di un portiere scarso come lui unicamente per il proseguimento della sua strategia. La sua licenza di giocatore è l'unica ad avere due stelle (tutte le altre al minimo ne hanno tre), e su di essa inoltre non vi è specificato il ruolo.
Caleb Stonewall, nome originale Akio Fudō (不動 明王?, Fudō Akio), centrocampista, numero 19

#### Staff della squadra
Ray Dark, nome originale Reiji Kageyama (影山 零治?, Kageyama Reiji), allenatore
Mr. Black, nome originale Masaru Anzai (安西 勝?, Anzai Masaru)

Doppiato da Sakaguchi Koichi

Preparatore atletico della squadra. Basso e tarchiato, è calvo, ha dei baffetti e indossa una fascia con lente sull'occhio sinistro.

## Squadre della fase nazionale del Football Frontier

### Risultati della fase finale del Football Frontier
- 1º turno, sedicesimi di finale
  - Raimon vs. Zeus Jr. High: 3-2
  - Liceo Altaluna vs. Accademia Stella: 3-0
- 2º turno, ottavi di finale
  - Raimon vs. Alpine Jr. High: 5-4
- 3º turno, quarti di finale
  - Raimon vs. Accademia Alia: 6-5
- 4º turno, semifinale
  - Raimon vs. Liceo Simplicio: 2-1
- 5º turno, finale
  - Raimon vs. Liceo Altaluna: 3-2

### Zeus Jr. High
La Zeus Jr. High (世宇子?), finalista del precedente Football Frontier, è la squadra che la Raimon affronta nei sedicesimi di finale del Football Frontier, perdendo per 3-2. Lo sponsor della squadra è la God Bull (ゴッドブル飲料?, God Bull Inryō). Rispetto all'anno prima, la squadra ha cambiato l'allenatore e tre giocatori: Paul Siddon, Jeff Iron e Henry House. Usano lo schema di gioco 4-3-3.
Ross Siddon, nome originale Donji "DJ" Posei (歩星 呑ニ?, Posei Donji), portiere, numero 1

Doppiato da Gō Shinomiya

Grosso di statura, ha i capelli biondi legate in treccine, gli occhi senza iride, e la pelle scura. È il fratello minore di Paul Siddon, portiere della Zeus dell'anno prima. Il suo soprannome originale "DJ" potrebbe essere un riferimento alle prime due lettere della pronuncia inglese del nome Deucalione.
Apollo Light, nome originale Hikaru "Aporon" Aporo (阿保露 光 (アポロン)?, Aporo Hikaru (Aporon)), difensore, numero 2
Hadrian Diesel, nome originale Tetsu "Hades" Hadeno (明天名 智 (ハデス)?, Hadeno Tetsu (Hades)), difensore, numero 3

Doppiato da Serika Hiromatsu

Basato su Ade. Ha i capelli grigio chiaro con le punte viola, gli occhi verde acqua e la pelle scura.
Lane War, nome originale Ran Aresu (荒須 乱?, Aresu Ran), difensore, numero 4
Danny Wood, nome originale Geki "Dio" Deio (手魚 激 (ディオ)?, Deio Geki (Dio)), difensore, numero 5
Artie Mishman, nome originale Saneki "Arutemisu" Arute (在手 実弓 (アルテミス)?, Arute Saneki (Arutemisu)), difensore, numero 6
Arion Matlock, nome originale Matsuaki "Herumesu" Herume (経目 須商 (ヘルメス)?, Herume Matsuaki (Herumesu)), centrocampista, numero 7
Wesley Knox, nome originale Tomo Atena (明天名 智?, Atena Tomo), centrocampista, numero 8
Jonas Demetrius, nome originale Yutaka "Demeteru" Demete (出右手 豊 (デメテル)?, Demete Yutaka (Demeteru)), attaccante, numero 9
Byron Love, nome originale Terumi "Afurodi" Afuro (亜風炉 照美 (アフロディ)?, Afuro Terumi (Afurodi)), centrocampista e capitano, numero 10
Percy Hurst, nome originale Arisu Heruse (経琉背 有珠 (ペルセウス)?, Heruse Arisu (Perseus)), attaccante, numero 11

Doppiato da Ryō Nishitani

Basato su Perseo. Ha i capelli arancioni legati in una treccia e gli occhi grigi. Il suo soprannome originale è "il Nobile della nuova generazione" (新世代の貴公子?, Shin sedai no kikōshi). Usa:
- Rasoiata Volante (天空の刃?, Tenkū no Yaiba, lett. "Rasoio del cielo"):

Tecnica di tiro. Percy viene avvolto dal vento e sulla sua schiena compaiono un paio di ali azzurre che usa per elevarsi fino alla palla, tirando con una rovesciata; mentre la palla si dirige in porta viene avvolta da una gigantesca lama di vento.

#### Staff della squadra
Kiyo Matsuzaka (松坂キヨ?, Matsuzaka Kiyo)

Doppiata da Kazuko Sugiyama e in Italiano da Patrizia Giangrand

Allenatrice della squadra. Donna anziana di bassa statura, è dolce e comprensiva. Aiuta Byron e i suoi compagni di squadra a ritrovare la fiducia in loro stessi dopo aver perso contro la Raimon l'anno prima.

### Alpine Jr. High
La Alpine Jr. High (白恋?, Hakuren) è la squadra in cui è stato inviato Kevin Dragonfly. Lo sponsor della squadra è la compagnia Dolci delizie (しろうさぎ本舗?, Shirōsagi Honpo, lett. "Negozi Coniglio bianco"). Affronta la Raimon negli ottavi di finale del Football Frontier, perdendo per 5-4. Usano lo schema di gioco 4-3-3 o 3-3-1-3.
Adam Ropes, nome originale Tetsu Hakoda (函田 鉄?, Hakoda Tetsu), portiere, numero 1
Joaquine Downtown, nome originale Juka Matoro (真都路 珠香?, Matoro Juka), difensore, numero 2
Milton Bindings, nome originale Manbe Oshiya (押矢 万部?, Oshiya Manbe), difensore, numero 3
Spike Gleeson, nome originale Sōji Mabuka (目深 宗司?, Mabuka Sōji), difensore, numero 4
Sean Snowfield, nome originale Seiya Yukino (雪野 星也?, Yukino Seiya), difensore, numero 5
Kerry Bootgaiter, nome originale Konko Araya (荒谷 紺子?, Araya Konko), centrocampista, numero 6
Maddox Rock, nome originale Mafuru Iya (居屋 真降?, Iya Mafuru), centrocampista, numero 7
Robert Skipolson, nome originale Rebun Sorano (空野 礼文?, Sorano Rebun), centrocampista, numero 8
Shawn Froste, nome originale Shirō Fubuki (吹雪 士郎?, Fubuki Shirō), attaccante e capitano, numero 9
Aiden Froste, nome originale Atsuya Fubuki (吹雪 アツヤ?, Fubuki Atsuya), attaccante, numero 10

Doppiato in giapponese da Mamoru Miyano e in italiano da Stefano Lucchelli

Ha i capelli arancioni, gli occhi grigi e indossa una sciarpa bianca. Il suo soprannome originale è "l'Ammazzaorsi" (熊殺し?, Kumagoroshi). Rispetto alla serie originale, Aiden in Ares non è il gemello di Shawn bensì, come originariamente nei giochi, suo fratello minore. Nella serie Inazuma Eleven Orion no Kokuin, Aiden viene convocato per la Inazuma Japan poco dopo che essa si è qualificata per il Football Frontier International. Usa:
- Marcatura Furente (必殺クマゴロシ・縛?, Hissatsu Kumagoroshi Baku, lett. "Tecnica dell'Ammazzaorsi: contenzione"):

Tecnica di difesa. Dalle mani di Aiden si sprigiona un'energia rossa che avvolge lo stesso, il quale con i piedi la direziona verso la palla, la quale viene avvolta da essa, e così bloccata.
- Attacco Furente (必殺クマゴロシ・斬?, Hissatsu Kumagoroshi Zan, lett. "Tecnica dell'Ammazzaorsi: decapitazione"):

Tecnica di tiro. Dalla mano sinistra di Aiden si sprigiona un'energia rossa che viene incanalata nel piede destro, col quale Aiden colpisce due volte la palla, spedendola in porta.
- Collaborazione Gelida (ホワイトダブルインパクト?, Howaito Daburu Inpakuto, lett. "Doppio impatto bianco"):

Tecnica di tiro usata in combinazione con Shawn. Shawn passa la palla ad Aiden, il quale la colpisce con il tacco, congelandola; a questo punto, i due fratelli saltano e ruotano su se stessi, venendo avvolti da turbini di ghiaccio, per poi tirare la palla contemporaneamente, spedendola in porta con grande potenza.
- Tripla Tormenta (トリプルブリザード?, Toripuru Burizādo):

Tecnica di tiro combinato usata in combinazione con Shawn e Bunny. Bunny tira la palla in aria, e i due fratelli la colpiscono contemporaneamente, creando intorno ad essa una sfera di aria gelida; Bunny quindi vi salta dentro e tira la palla, con questa che viene avvolta da un turbine di ghiaccio mentre si dirige in porta.
- Congelamento Assoluto (Hyōketsu no Gungnir, 氷結のグングニル? lett. "Gungnir del gelo"):

Tecnica di tiro usata in combinazione con Shawn nella Inazuma Japan in Inazuma Eleven Orion no Kokuin. Shawn congela l'ambiente circostante e se stesso, formando attorno al pallone un cristallo di ghiaccio; Shawn quindi si libera dal ghiaccio e tira il pallone, che viene rincorso da Aiden in rondata e da lui calciato nuovamente, spedendolo in porta avvolto da un'aura ghiacciata ed energia rosso-nera.
Quentin Rackner, nome originale Ryū Kitami (喜多海 流?, Kitami Ryū), attaccante, numero 11
Roland Climbstein, nome originale Retsuto Hyōjō (氷上 烈斗?, Hyōjō Retsuto), attaccante, numero 12
Bunny Cottontail, nome originale Nae Shiratoya (白兎屋 なえ?, Shiratoya Nae), attaccante, numero 17

Doppiata in giapponese da Minase Inori e in italiano da Giada Bonanomi

Ragazza dai lunghi capelli rosa chiaro e gli occhi verdi. È la figlia dell'allenatore dell'Alpine ed è una ragazza solare, allegra, vivace ma un po' svampita, molto simile a Goldie Lemmon. Inizialmente, dopo essere entrata nella squadra su ordine del padre, dimostra di non saper minimamente giocare a calcio, rivelando poi in seguito un potenziale incredibile unito ad una grandissima velocità. Il suo soprannome originale è "la Neve di platino della Alpine" (白恋のプラチナスノー?, Hakuren no Purachina Sunō) mentre in italiano è chiamata "la Lepre". Usa:
- Scatto della Lepre (シロウサギダッシュート?, Shirōsagi Dasshūto, lett. "Tiro-in-corsa del coniglio bianco"):

Tecnica di tiro. Bunny calcia la palla, eseguendo una capriola nel farlo e mettendosi in posizione di partenza, dopodiché scatta in avanti e la colpisce con la suola del piede, spedendola in porta con grande velocità.
- Tripla Tormenta (トリプルブリザード?, Toripuru Burizādo):

Tecnica di tiro combinato usata in combinazione con Shawn e Aiden.
Kevin Dragonfly, nome originale Ryūgo Someoka (染岡 竜吾?, Someoka Ryūgo), attaccante, numero 19

#### Staff della squadra
Kanbei Shiratoya (白兎屋 甘兵衛函?, Shiratoya Kanbei)

Doppiato da Kiyotaka Furushima

Allenatore della squadra nonché presidente della Dolci delizie e padre di Bunny Cottontail. Grosso di statura, ha i capelli marroni e due folti baffi.

### Accademia Alia
L'Accademia Alia (永世学園?, Eisei Gakuen) è la squadra che la Raimon affronta nei quarti di finale del Football Frontier, perdendo per 6-5. Essa è composta interamente da ragazzi provenienti dall'orfanotrofio Sunshine Academy, comparsi nel secondo gioco come membri dell'Alius Academy. Lo sponsor della squadra è la compagnia Alien Airlines (エイリアン航空?, Alien Kōkū). Usano lo schema di gioco 2-5-3 o il 2-4-4.

#### Membri
Dave Quagmire, nome originale Osamu Saginuma (砂木沼 治?, Saginuma Osamu), portiere, numero 1
Grant Icewater, nome originale Iderō Kanime (蟹目 出郎?, Kanime Iderō), difensore, numero 2
Claire Lesnow, nome originale Clara Kurakake (倉掛 クララ?, Kurakake Kurara), difensore, numero 3
Jordan Greenway, nome originale Ryūji Midorikawa (緑川 リュウジ?, Midorikawa Ryūji), centrocampista, numero 4
Ben Blowton, nome originale Geki Honba (本場 激?, Honba Geki), centrocampista, numero 5
Isabelle Trick, nome originale Reina Yagami (八神 玲名?, Yagami Reina), centrocampista, numero 6
Nigel August, nome originale Natsuhiko Netsuha (熱波 夏彦?, Netsuha Natsuhiko), centrocampista, numero 7
Claude Beacons, nome originale Haruya Nagumo (南雲 晴矢?, Nahumo Haruya), centrocampista, numero 8
Bryce Whitingale, nome originale Fūsuke Suzuno (涼野 風介?, Suzuno Fūsuke), centrocampista, numero 9
Hunter Foster, nome originale Tatsuya Kiyama (基山 タツヤ?, Kiyama Tatsuya), attaccante e capitano, numero 10
Xavier Schiller, nome originale Hiroto Kira (吉良 ヒロト?, Kira Hiroto), attaccante, numero 11

Doppiato in giapponese da Masuda Toshiki e in italiano da Dario Persico

Ha i capelli grigi con delle parti bianche, gli occhi rosa chiaro e un tatuaggio blu a forma di fulmine sull'occhio sinistro. Il suo soprannome è "il Signore del goal" (ゴッドストライカー?, Goddo Sutoraikа̄, lett. "Il dio degli attaccanti"). Ha una personalita estremamente arrogante, poiché durante le partite ruba la palla ai suoi compagni per poter segnare da solo, e umilia le squadre ritenute da lui più deboli, segnando da solo una gran quantità di gol (in una ne ha segnati dieci). All'inizio, decide di non prendere parte alla partita con la Raimon, ma nel secondo tempo entra in campo, segnando due gol. Nonostante il suo nome sia lo stesso di un personaggio menzionato nel secondo gioco, e comparso in un flashback nella seconda stagione dell'anime, è da considerarsi un personaggio diverso, poiché nella serie originale (oltre ad avere un aspetto diverso da questo), si dice che sia morto da piccolo in un incidente mai chiarito, poiché sembra che fosse coinvolto il figlio di un politico, è ciò ha causato in suo padre, Astram Schiller, un odio profondo verso il mondo, portandolo a causare gli eventi del secondo gioco. A differenza della serie originale, dov'era il fratello maggiore di Lina Schiller, in questa è invece il minore. Usa:
- Detonatiro (ザ・エクスプロージョン?, Za Ekusupurōjon, lett. "L'esplosione"):

Tecnica di tiro. Xavier tira la palla in aria ed essa viene avvolta da energia gialla e viola; successivamente la colpisce più volte in uno schema sferico ed infine la tira, con l'energia accumulata che esplode intorno alla palla mentre si dirige in porta. L'aura della palla è simile a quella della Meteora dirompente nella serie originale.
- Turbo Dribbling (ジグザグストライク?, Jiguzagu Sutoraiku, lett. "Attacco/colpo a zig-zag"):

Tecnica di tiro. Xavier si ricopre di energia gialla e dopo aver corso velocemente per il campo muovendosi a zig zag, alza la palla per poi tirarla in porta quando essa ricade giù. Sebbene sia una tecnica di tiro, nell'anime Xavier la usa anche come tecnica di dribbling poiché prima di eseguire il tiro, sfrutta la velocità per superare gli avversari ed il Muro di roccia di Cliff.
- Scambio Nero (コズミックブラスター?, Kozumikku Burasutā, lett. "Blaster cosmico"):

Tecnica di tiro combinato usata in combinazione con Hunter. Xavier salta in alto, Hunter gli tira la palla per poi raggiungerlo in aria; Xavier si ricopre di energia gialla mentre Hunter celeste, e i due si passano velocemente la palla in uno schema sferico, creando intorno ad essa una gigantesca sfera di energia nera ricoperta da una strato azzurro-arancione; i due quindi scendono in picchiata col piede sulla sfera, facendola esplodere e scagliando il pallone in porta avvolto da energia nera-arancione.
- Pinguini del Crepuscolo (Penguin The God & Devil, ペンギン・ザ・ゴッド & デビル?, Pengin Za Goddo ando Debiru):

Tecnica di tiro usata insieme ad Elliot in Inazuma Eleven Orion no Kokuin.
- Ali del Cielo (GGG Senjō no Aria, GGG線上のアリア?, Jījījī Senjō no Aria):

Tecnica di tiro usata insieme a Byron Love e Cliff Parker in Inazuma Eleven Orion no Kokuin.
Ronny Metcalf, nome originale Satoshi Mutō (武藤 論?, Mutō Satoshi), centrocampista, numero 12
Zeke Valanche, nome originale Ryūichirō Segata (瀬方 隆一郎?, Segata Ryūichirō), attaccante, numero 13
Bonnie Sparks, nome originjale Hana Barazono (薔薇園 華?, Barazono Hana), difensore, numero 14

#### Staff della squadra
Aquilina "Lina" Schiller, nome originale Hitomiko Kira (吉良 瞳子?, Kira Hitomiko), allenatrice

### Liceo Simplicio
Il Liceo Simplicio (利根川東泉?, Tonegawa Tōsen) è la squadra in cui è stato inviato Mark Evans. Affronta la Raimon nella semifinale del Football Frontier, perdendo per 2-1. Lo sponsor è la Panda Cars (パンダ交通?, Panda Kōtsū, lett. "Trasporti Panda"). Usano lo schema di gioco 4-4-2.

#### Membri
Mark Evans, nome originale Mamoru Endō (円堂 守?, Endō Mamoru), portiere e capitano, numero 1
Billy Miller, nome originale Noboru Sakanōe (坂野上 昇?, Sakanōe Noboru), libero, numero 2

Doppiato in giapponese da Miyuki Sawashiro e in italiano da Davide Farronato

Dal carattere allegro e determinato, ha i capelli rosso scuro e gli occhi verdi. Nutre una profonda ammirazione verso Mark. Il suo soprannome originale è "il Libero miracoloso" (ミラクルリベロ?, Mirakuru RIbero). Al termine del Football Frontier International, in Inazuma Eleven Orion no Kokuin, Billy diventa portiere e capitano della squadra prendendo il posto di Mark (rientrato alla Raimon). Usa:
- Freccia Gelida (氷の矢?, Kо̄ri no Ya, lett. "Freccia di ghiaccio"):

Tecnica di tiro di Valentin della Raimon, imparata da Billy nella serie Inazuma Eleven Orion no Kokuin. Billy muove il braccio destro, creando un corrente d'aria fredda che congela la palla; quindi la tira in porta lasciandosi dietro una scia di ghiaccio
Jack Sawyer, nome originale Mitsunari Kaneshiro (金城 光成?, Kaneshiro Mitsunari), centrocampista, numero 3

Doppiato da Hinako Takahashi

Alto, ha i capelli e gli occhi verde acqua.
Meriweather "Merry" Beaumont, nome originale Toshiya Minoshima (簑島 俊哉?, Minoshima Toshiya), difensore, numero 4

Doppiato da Ryō Nishitani

Ha i capelli rosso scuro a forma di cresta, un cerchietto azzurro intorno alla testa, la pelle scura e gli occhi chiusi.
Burleigh Carpenter, nome originale Kōsaku Hashiya (橋屋 耕作?, Hashiya Kōsaku), difensore, numero 5

Doppiato in giapponese da Setsuji Satō e in italiano da Osmar Santucho

Grosso di statura, ha i capelli e gli occhi neri.
Luke Blank, nome originale Jō Muhyō (六豹 条?, Muhyō Jō), centrocampista, numero 6

Doppiato da Serika Hiromatsu

Basso di statura, ha i capelli blu scuro e grandi occhi penetranti blu. Si tratta di un personaggio creato dai fan in occasione di un concorso.
Gaffer Mason, nome originale Kōji Genba (玄場 幸治?, Genba Kōji), centrocampista, numero 7

Doppiato da Masamichi Kitada

Robusto di statura, ha i capelli e gli occhi neri e la pelle leggermente scura. Nel doppiaggio italiano ha il nome "Gaffer", sebbene sulla sua scheda tecnica compaia il nome "Pierre".
Dan Bowsun, nome originale Tetsuo Dan (段 哲夫?, Dan Tetsuo), difensore, numero 8

Doppiato da Kenji Sugimura

Alto, ha i capelli neri legati con una fascia grigia, gli occhi neri e la pelle scura.
Gilles Farmer, nome originale Ikuto Tanōe (田植 郁人?, Tanōe Ikuto), centrocampista, numero 9

Doppiato da Ami Naitō

Basso di statura, ha i capelli e gli occhi neri.
Pacey Hawker, nome originale Kakeru Shimomachi (下町 駆?, Shihomachi Kakeru), attaccante, numero 10

Doppiato da Yūya Hozumi

Alto e magro, ha i capelli verde scuro e gli occhi neri. Usa:
- Alto Colpo del Drago (天竜? lett. "Drago di terra"):

Tecnica di tiro usata con Neville. Pacey colpisce il pallone che vola in alto emettendo una scia di fumo nero, mentre sullo sfondo si crea un'ambientazione di montagna. Successivamente, Pacey e Neville saltano in aria e colpiscono la palla allo stesso momento, mentre un drago compare alle loro spalle, e la spediscono in porta sempre avvolta da fumo nero.
Neville Merchant, nome originale Mizuho Kaname (要 瑞穂?, Kaname Mizuho), attaccante, numero 11

Doppiato in giapponese da Yui Kondō e in italiano da Letizia Iannelli

Ha i capelli e gli occhi grigi. Usa:
- Alto Colpo del Drago (天竜? lett. "Drago di terra"):

Tecnica di tiro usata con Pacey.
Kia Tanner, nome originale Ponko Tanukigahara (狸ヶ原 ぽん子?, Tanukigahara Ponko), centrocampista, numero 18

Doppiata in giapponese da Ami Koshimizu e in italiano da Giorgia Guglielmi

Unica ragazza della squadra, ha i capelli castani legati a formare due codini laterali sopra la testa, la cui forma ricorda delle orecchie, gli occhi arancioni, una foglia in testa, un cerotto sul naso e una coda da procione. Anche lei, come Luke Blank, è un personaggio creato dai fan. Si tratta in realtà di un tanuki che ha assunto le sembianze di una ragazza per sostituire l'infortunato Gaffer Mason durante la partita contro la Raimon.

#### Staff della squadra
Seymour Hillman, nome originale Seigō Hibiki (響木 正剛?, Hibiki Seigō), allenatore
Silvia Woods, nome originale Aki Kino (木野 秋?, Kino Aki), manager

### Liceo Altaluna
Il Liceo Altaluna (王帝月ノ宮?, Ōtei Tsukinomiya) è una squadra in cui tutti i membri sono stati allenati tramite il programma del Giudizio di Ares, perciò mostrano personalità simili. Lo sponsor e la Gekkō Electronics (月光エレクトロニクス?). Nelle qualificazioni al Football Frontier è stata l'unica squadra a sconfiggere tutte le altre (nel proprio gruppo) con punteggi anomali e sfiancando letteralmente tutti i giocatori avversari, poiché, dato l'allenamento dovuto al programma del Giudizio di Ares, la squadra doveva dimostrare la superiorità del programma in questo modo, sebbene in realtà i giocatori non fossero d'accordo con questi metodi. Nei sedicesimi di finale del Football Frontier affronta l'Accademia Stella, vincendo a tavolino per ritiro, mentre in finale affronta la Raimon, perdendo per 3-2. Usano lo schema di gioco 5-3-2.
Tattiche micidiali:
- Omega Maelstrom (グリッドオメガ?, Guriddo Omega, lett. "Griglia omega"):

I giocatori della squadra (eccetto il portiere) corrono per tutto il campo, generando un tornado rosso che sbalza via l'intera squadra avversaria, impossibilitandola a continuare l'incontro.
- Lama degli Scambi (ローグプレス?, Rōgu Puresu, lett. "Stretta sleale/subdola"):

Heath passa la palla ai compagni alle sue spalle, i quali passandosela tra loro sia in avanti che indietro, mantengono il possesso di essa sfondando le difese avversarie.

#### Membri
Duske Grayling, nome originale Seiya Nishikage (西蔭 政也?, Nishikage Seiya), portiere, numero 1

Doppiato in giapponese da Ken'ichi Suzumura e in italiano da Francesco Durando

Alto, ha i capelli grigio chiaro (tendenti al beige) dai lunghi ciuffi e gli occhi dello stesso colore. Dal carattere serio e imperturbabile, è il migliore amico di Heath Moore. Il suo soprannome originale è "il Portiere silente" (静かなる守護神?, Shizukanaru gādian). Nella serie Inazuma Eleven Orion no Kokuin diventa il secondo portiere della Inazuma Japan; durante la finale delle qualificazioni asiatiche del Football Frontier International contro la nazionale cinese, ha giocato come difensore (assieme al terzo portiere Dave) sotto ordine dell'allenatore Travis, con il fine di aiutare Mark a contrastare i tiri aerei dei cinesi. Usa:
- Parata Emblematica (王家の盾?, Ōke no Tate, lett. "Scudo regale"):

Tecnica di parata. Duske accumula energia fucsia in entrambe le mani, e quando le unisce tra loro, sul suo braccio destro compare uno scudo luminoso (che riporta una falce di luna) che Duske usa per bloccare la palla.
- Manolonga (キャスティングアーム?, Kyasutingu Āmu, lett. "Braccio disteso/lanciato"):

Tecnica di parata. Duske si sposta di lato e, accumulando energia nella mano destra, genera un lungo braccio di energia rossa dalle lunghe dita che, allungandosi lateralmente, blocca il pallone, per poi ritrarsi portandolo nella mano di Duske.
- Scudo di Artemide (Artemis Ring, アルテミスリング?, Arutemisu Ringu, lett. "Anello di Artemide"):

Tecnica di parata usata nella serie Inazuma Eleven Orion no Kokuin. Duske incrocia le braccia, mentre alle sue spalle appare un enorme scudo lucente (simile alla Parata emblematica), generando delle linee energetiche celesti che formano una barriera sferica che blocca il tiro, permettendo al portiere di bloccare il pallone con una mano. Artemide, nella religione greca, era la dea della caccia.
- Asura (The Asura, ザ・アシュラ?, Za Ashura):

Tecnica di parata combinata usata in Inazuma Eleven Orion no Kokuin assieme a Dave e Mark nella Inazuma Japan. Dopo che Mark ha usato il Fūjin Raijin Ghost, Dave e Duske (che per poter eseguire questa tecnica devono giocare come difensori) eseguono rispettivamente la Trivella spaziale e la Parata emblematica, e posizionano la loro mano sulla schiena di Mark, incanalando in lui la loro forza permettendogli di evocare un enorme asura arancione con tre volti e sei braccia che, dopo una serie di movimenti delle mani, blocca il pallone.
- Difesa Lunare (KAMAKURA D?, Kamakura Dimenshon, lett. "Dimensione Kamakura"):

Tecnica di parata combinata usata in Inazuma Eleven Orion no Kokuin assieme ad Acker ed Hunter nella Inazuma Japan. Duske evoca lo scudo della Parata emblematica mentre Acker ed Hunter saltano e, dopo che alle loro spalle appare il cielo notturno, evocano altri scudi come stelle cadenti; Duske quindi posiziona gli scudi attorno a sé in una cupola e li trasforma in cristalli fucsia, facendo rimbalzare il tiro all'interno della cupola, che viene indebolito e parato.
Solomon Owle, nome originale Atsunori Michiba (道場 敦教?, Michiba Atsunori), difensore, numero 2

Doppiato da Serika Hiromatsu

Ha i capelli bianchi, gli occhi neri e sembra una ragazza. Il suo soprannome originale è (完璧なるデータベース).
Oleander Meadows, nome originale Ranto Kōsaka (香坂 蘭人?, Kōsaka Ranto), difensore, numero 3

Doppiato da Rio Satō

Ha i capelli grigi, gli occhi argentati e sembra una ragazza.
Piers Thornton, nome originale Haruki Sakuraba (桜庭 春樹?, Sakuraba Haruki), difensore, numero 4

Doppiato da Kazuhiro Fusegawa

Ha i capelli neri con delle parti grigie, gli occhi grigi e la pelle leggermente scura.
Bud Bloome, nome originale Taizen Hanasaki (花咲 泰全?, Hanasaki Taizen), difensore, numero 5

Doppiato da Shōmaru Zōza

Ha i capelli neri, i quali sono bianchi ai lati, gli occhi verdi, le sopracciglia bianche, la pelle scura ed è muscoloso.
Reid Rivers, nome originale Hosomichi Okuno (奥野 細道?, Okuno Hosomichi), difensore, numero 6

Doppiato da Hiroko Watanabe

Ha i capelli blu scuro legati in una coda (sulla quale ci sono dei ciuffi bianchi), gli occhi grigi, è pallido e sembra una ragazza. Il suo soprannome originale è (わびさび千里眼).
Willow Proude, nome originale Yoshiya Tanizaki (谷崎 義弥?, Tanizaki Yoshiya), centrocampista, numero 7

Doppiato da Natsumi Fujiwara

Alto di statura, ha i capelli bianchi legati in una lunga coda, gli occhi rossi con il contorno blu scuro, sembra una ragazza ed è pallido.
Wolfe Redwood, nome originale Kōsuke Okano (丘野 康介?, Okano Kōsuke), centrocampista, numero 8

Doppiato in giapponese da Shōhei Kajikawa e in italiano da Maurizio di Girolamo

Alto di statura, ha i capelli beige chiaro, gli occhi blu con il contorno azzurro e la pelle scura.
Raven Vale, nome originale Gen Kusaka (草加 玄?, Kusaka Gen), centrocampista, numero 9

Doppiato da Momoko Taneichi

Ha i capelli neri, gli occhi verdi, è pallido e sembra una ragazza.
Heath Moore, nome originale Yūma Nosaka (野坂 悠馬?, Nosaka Yūma), attaccante e capitano, numero 10

Doppiato in giapponese da Jun Fukuyama e in italiano da Simone Ricci

Ha i capelli rosa scuro e gli occhi grigi. Il suo soprannome è il "Mago della tattica" (戦術の皇帝?, Senjutsu no Kо̄tei, lett. "L'imperatore delle tattiche"). Dal carattere calmo e serio, sebbene possa sembrare apatico, è stato uno dei primi a venir sottoposto al programma del Giudizio di Ares, e per questo motivo è considerato uno dei giocatori più forti del Giappone. Soffre di un tumore al cervello, ma ha continuato a giocare per dimostrare che il programma di Ares fosse la vera causa del tumore e quindi sbagliato, e gli erano stati diagnosticati tre mesi di vita, ma fortunatamente riesce a guarire a seguito di un'operazione chirurgica. Nutre un certo affetto verso Regina, nonostante abbia respinto le sue avance, ed è un grande amico di Duske. Usa:
- Tiro del Tridente (キングス・ランス?, Kingusu Ransu, lett. "Lancia del re"):

Tecnica di tiro. Heath alza il braccio destro e alle sue spalle appare un enorme cavaliere azzurro seduto su un trono che sguaina un tridente; a quel punto, Heath tira il pallone, che si dirige in porta accompagnato dal tridente del cavaliere.
- Manovre Aeree (スカイウォーク?, Sukai Wōku, lett. "Passeggiata celeste"):

Tecnica di dribbling. Heath salta molto in alto ed esegue balzi camminando sull'aria, mantenendo costantemente il possesso del pallone e dribblando l'avversario. La tecnica era già stata in precedenza usata da Jean-Pierre Lapin nella prima stagione di Inazuma Eleven GO, dove nella traduzione italiana era chiamata Guizzi aerei.
- Spada Lunare (月光丸・燕返し? lett. "Fendente del chiaro di Luna: contrattacco della rondine"):

Tecnica di tiro usata nella serie Inazuma Eleven Orion no Kokuin. Heath lancia in aria la palla con il ginocchio e si piega verso il terreno mentre attorno a lui si fa notte; la Luna quindi si trasforma nel pallone, cadendo e venendo colpita da Heath di tacco con un calcio circolare, spedendola in porta avvolta da energia gialla.
- Ultima Risorsa (ラストリゾート?, Rasuto Rizōto, lett. "Ultima risorsa"):

Tecnica di tiro usata con Elliot ed Heath nella Inazuma Japan in Inazuma Eleven Orion no Kokuin. La tecnica non aveva alcuna differenza sostanziale dalla versione di Axel le varie fasi del tiro erano spartite tra i tre, tuttavia era incompleta ed è stata resa definitiva ed evoluta nel Last Resort Σ col supporto di Hikaru.
- Ultima Risorsa Σ (ラストリゾートΣ?, Rasuto Rizōto Shiguma, lett. "Ultima risorsa sigma"):

Tecnica di tiro usata con Elliot, Heath ed Hikaru nella Inazuma Japan in Inazuma Eleven Orion no Kokuin.
Leif Bolt, nome originale Ichiya Haoto (葉音 一矢?, Haoto Ichiya), attaccante, numero 11

Doppiato in giapponese da Shin Yūki e in italiano da Ezio Vivolo

Ha i capelli grigi, i quali in alto sono talmente chiari da sembrare bianchi, e gli occhi neri. Il suo soprannome originale è (キラーアロー Killer Arrow).
Hikaru Ichihoshi (一星 光?, Ichihoshi Hikaru), centrocampista, numero 13

Doppiato da Tomohiro Ōmachi

Personaggio apparso in Inazuma Eleven Orion no Kokuin nella Inazuma Japan, alla fine del Football Frontier International si unisce al Liceo Altaluna.
Lucian Sky, nome originale Kōsuke Takemi (竹見 幸助?, Takemi Kōsuke), centrocampista, numero 21

Doppiato da Inōe Yūki

Ha i capelli bianco perlaceo e gli occhi neri. Fa parte della seconda squadra. Si dimostra contrario al programma del Giudizio di Ares, definendolo sbagliato poiché vieta qualsiasi svago o contatto umano, e per questo verrà allontanato dalla squadra, graziato da Heath Moore, poiché nessun giocatore poteva lasciarla. Torna in pianta stabile in squadra nella serie Inazuma Eleven Orion no Kokuin, dov'è stato promosso alla prima squadra.

#### Staff della squadra
Shinjirō Arashi (嵐 新次郎?, Arashi Shinjirō)

Doppiato da Tataki Ōtomari

Allenatore della squadra. Alto di statura, ha i capelli grigio scuro a tre punte. Fedele al programma del Giudizio di Ares, ritiene che tutti i giocatori del Liceo Altaluna debbano obbedirvi senza discuterne.

### Squadre solo menzionate
- Collegio Ultramegaedera (青葉?, Aoba Gakuen): doveva essere la sesta ed ultima squadra che la Raimon avrebbe dovuto affrontare nella fase preliminare del Football Frontier, ma a causa di un giocatore sorpreso a barare agli esami, essa e stata sostituita dall'Accademia Stella.
- Liceo Collina Verde (緑ヶ丘?, Midorigaoka): è una squadra che compare nel gioco, ma non nell'anime, dove viene solo menzionata come la sesta ed ultima squadra che l'Accademia Stella avrebbe dovuto affrontare nella fase preliminare del Football Frontier, ma a causa di una malattia che ha colpito tutti i membri della squadra, essa e stata sostituita dalla Raimon.
- Ishikari: e una squadra che ha partecipato alla fase preliminare del torneo nello stesso girone della Alpine Jr. High, ma non e riuscita ad arrivare alla fase finale.

## Altre squadre

### Raimon
La Raimon (雷門?) è la stessa squadra comparsa nella prima serie, dove è la squadra principale. In questa serie, compare nell'episodio-prologo Inazuma Eleven Reloaded, dove in seguito alla vittoria del Football Frontier, affronta in un'amichevole la squadra campione di calcio giovanile spagnolo, il Barcelona Orb, venendo sconfitta per 13-0. In seguito a questo disastroso risultato, la squadra viene sciolta, e tutti i giocatori di essa, inviati in altre scuole, al fine di aumentare il livello del calcio giovanile giapponese, poiché, sia secondo gli avversari spagnoli, sia secondo Ruggero Capitani, esso è molto più basso rispetto al resto del mondo, e un temporaneo scioglimento della squadra servirà ad aumentarlo. Al termine di Inazuma Eleven Orion no Kokuin, la Raimon originale viene ripristinata con i suoi membri originali, e lo sponsor assunto dalla squadra è Thunder (クサンダー?, Sandā).

#### Membri
Mark Evans, nome originale Mamoru Endō (円堂 守?, Endō Mamoru), portiere e capitano, numero 1
Nathan Swift, nome originale Ichirōta Kazemaru (風丸 一郎太?, Kazemaru Ichirōta), difensore, numero 2
Jack Wallside, nome originale Heigorō Kabeyama (壁山 塀吾郎?, Kabeyama Heigorō), difensore, numero 3
Jim Wraith, nome originale Jin Kageno (影野 仁?, Kageno Jin), difensore, numero 4
Tod Ironside, nome originale Teppei Kurimatsu (栗松 鉄平?, Kurimatsu Teppei),  difensore, numero 5
Steve Grim, nome originale Shin'ichi Handa (半田 真一?, Handa Shin'ichi), centrocampista, numero 6
Timmy Saunders, nome originale Ayumu "Shōrin" Shōrinji (少林寺 歩 （少林）?, Shōrinji Ayumu (Shōrin)), centrocampista, numero 7
Sam Kincaid, nome originale Sakichi Shishido (宍戸 佐吉?, Shishido Sakichi), centrocampista, numero 8
Maxwell "Max" Carson, nome originale Kūsuke "Max" Matsuno (松野 空介 （マックス）?, Matsuno Kūsuke (Makkusu)), centrocampista, numero 9
Axel Blaze, nome originale Shūya Gōenji (豪炎寺 修也?, Gōenji Shūya), attaccante, numero 10
Kevin Dragonfly, nome originale Ryūgo Someoka (染岡 竜吾?, Someoka Ryūgo), attaccante, numero 11
William "Willy" Glass, nome originale Kakeru Megane (目金 欠流?, Megane Kakeru), attaccante, numero 12
Bob "Bobby" Shearer, nome originale Asuka Domon (土門 飛鳥?, Domon Asuka), difensore, numero 13
Jude Sharp, nome originale Yūto Kidō (鬼道 有人?, Kidō Yūto), centrocampista, numero 14
Erik Eagle nome originale Kazuya Ichinose (一之瀬 一哉?, Ichinose Kazuya), centrocampista, numero 16

#### Staff della squadra
Seymour Hillman, nome originale Seigō Hibiki (響木 正剛?, Hibiki Seigō), allenatore
Silvia Woods, nome originale Aki Kino (木野 秋?, Kino Aki), manager
Celia Hills, nome originale Haruna Otonashi (音無 春奈?, Otonashi Haruna), manager
Nelly Raimon, nome originale Natsumi Raimon (雷門 夏未?, Raimon Natsumi), manager

### Barcelona Orb
La Barcelona Orb (バルセロナ・オーブ?, Baruserona Ōbu) è la squadra campione spagnola di calcio giovanile, che affronta la Raimon nell'episodio-prologo Inazuma Eleven Reloaded, sconfiggendola per 13-0. Usa lo schema di gioco 4-4-2 e l'allenatore ed eventuali riserve sono sconosciuti. Il nome della squadra si basa su quello del Barcellona sebbene i colori della maglia, ovvero bianco e viola, sono più simili a quelli del Real Madrid, sua storica rivale.

#### Membri
Salvador Castell, nome originale Alonso Fibiano (アロンソ・フィビアーノ?, Aronso Fibiāno), portiere, numero 1

Doppiato da Kōki Miyata

Grosso di statura, ha i capelli biondo chiaro tendenti al bianco e gli occhi chiusi. Nonostante all'apparenza sembri innocuo e tranquillo, si dimostra un portiere fortissimo (in patria è considerato il miglior portiere di calcio giovanile), in quanto durante la partita contro la Raimon riesce a fermare il Tornado di fuoco con un solo dito e l'Ariete Inazuma saltando sul pallone. Nella serie Inazuma Eleven Orion no Kokuin viene selezionato per la nazionale spagnola, la Invicible Giant. Usa:
- Liquido Protettivo (The Boyon, ザ・ボヨン?, Za Boyon):

Tecnica di parata usata in Inazuma Eleven Orion no Kokuin. Salvador inizia a ricoprirsi di bollicine azzurre per poi trasformarsi in una specie di ameba azzurrina che ingloba il pallone, bloccandolo. Nonostante la forza di tale tecnica, Salvador la utilizza unicamente a partire dalla partita contro la Inazuma Japan e mai prima di allora durante le qualificazioni europee.
Antoni Valls, nome originale Oscar Agito (オスカル・アギト?, Osukaru Agito), difensore, numero 2

Ha i capelli blu e gli occhi viola.
Jordi Belloch, nome originale Federico Dazzlo (フェデリコ・ダズロ?, Federiko Dazuro), difensore, numero 3

Ha i capelli biondi che gli coprono l'occhio destro, e gli occhi gialli-rossi.
Gerard Carbonell, nome originale Gregorio Habaro (グレゴリオ・ハバロ?, Guregorio Habaro), difensore, numero 4

Ha la pelle scura, i capelli biondo chiaro, gli occhi azzurri e indossa gli occhiali.
Carles Ripoll, nome originale Daniel Madrone (ダニエル・マドローネ?, Danieru Madoron), difensore, numero 5

Basso, ha i capelli azzurro chiaro e la pelle scura.
Josep Anglesola, nome originale Lubern Boigk (ルーバーン・ボイク?, Rūbān Boiku), centrocampista, numero 6

Ha i capelli blu scuro a forma di cresta e gli occhi neri.
Xavi Casals, nome originale Trancy Cornet (トランシー・コルネット?, Toranshī Korunetto), centrocampista, numero 7

Basso, ha i capelli neri e gli occhi grigi.
Ronaldo Ramalletts, nome originale Donel Gotti (ドネル・ゴッティ?, Doneru Gotti), centrocampista, numero 8

Ha i capelli biondi e la pelle scura.
Leo Segarra, nome originale Luther Fandam (ルーサー・ファンダム?, Ruusā Fandamu), attaccante, numero 9

Doppiato da Masamichi Kitada e in Italiano da Roberto Mare

Alto e forzuto, ha i capelli rossi e gli occhi gialli. Durante la partita contro la Raimon, riesce a lanciare la palla così in alto da superare il Muro di roccia di Jack. Nella serie Inazuma Eleven Orion no Kokuin viene selezionato per la nazionale spagnola, la Invicible Giant. Usa:
- Lancia Gemella (Twin Lancer, ツインランサー?, Tsuin Ransа̄, lett: "Lanciere gemello"):

Tecnica di tiro usata in coppia con Joan Asensi nella Invincible Giant in Inazuma Eleven Orion no Kokuin. Leo e Joan colpiscono insieme verso l'alto la palla, la quale s'illumina intensamente e si divide in due sfere lucenti, che i due calciano contemporaneamente spedendole in porta, generando un forte bagliore che acceca il portiere avversario, impedendogli di parare il tiro.
Sergi Hernández, nome originale Clario Orvan (クラリオ・オーヴァン?, Kurario Ōvan), centrocampista e capitano, numero 10

Doppiato da Hiroki Yasumoto

Alto, corpulento e muscoloso, ha corti capelli castani acconciati in una piccola cresta e gli occhi blu, attorno ai quali ha una chiazza nera. È un attaccante eccezionale e dirompente (nella partita contro la Raimon è stato l'autore di tutti i tredici goal subiti dai giapponesi, riuscendo addirittura a superare la Mano del Colosso di Mark senza tecniche, e da solo ha fermato il Volo della fenice), ma dimostra di avere una notevole abilità anche in difesa. Nella serie Inazuma Eleven Orion no Kokuin viene contattato dall'allenatore della Inazuma Japan, Mister Yi, per una dimostrazione contro la sua squadra, e riesce da solo a sbaragliare l'intera nazionale giapponese con il suo tiro. Nella stessa serie, è stato selezionato per la nazionale spagnola, la Invicible Giant, divenendone anche il capitano. Nonostante il carattere stoico e quasi imperturbabile, è una persona molto rispettosa e determinata, e possiede inoltre un notevole appetito: sempre in Inazuma Eleven Orion no Kokuin infatti, durante una cena tra le nazionali spagnola e giapponese prima del girone eliminatorio, intavola una gara di cibo contro Mark. Il suo soprannome è "Il gigante della Catalogna" (カタルーニャの巨人?, Katalunjia no Jaianto), regione dalla quale sembrerebbe provenire. Usa:
- Tiro Diamante (ダイヤモンドレイ?, Daiyamondo Rei, lett. "Raggio adamantino"):

Tecnica di tiro. Sergi alza la palla e la colpisce di striscio con l'interno del piede, venendo "intagliata" nello stesso modo da una "forza invisibile" assumendo la forma di un diamante; Sergi quindi la tira in porta con la pianta del piede, con la palla che rilascia una scia luminosissima. Si tratta di una tecnica a lungo raggio, poiché Sergi la tira dalla metà di campo della sua squadra, ed è talmente rapida che Mark la prima volta non fa in tempo a reagire. In Inazuma Eleven Orion no Kokuin, Sergi ha migliorato la tecnica nel Magaru Diamond Ray (曲がるダイヤモンドレイ?, Magaru Daiyamondo Rei, lett. "Raggio adamantino curvo"), una variante della tecnica che gli permette di dare effetto alla palla in maniera tale da aggirare il portiere.
- Rovesciata Diamante (Diamond Edge, ダイヤモンドエッジ?, Daiyamondo Ejji):

Tecnica di tiro usata in Inazuma Eleven Orion no Kokuin. Sergi s'inginocchia e cristallizza la sua gamba destra, lancia in aria la palla e la colpisce di striscio in mezza rovesciata, la quale viene "intagliata" in un diamante dopodiché, sempre in volo, la colpisce di collo pieno scaraventandola in porta. La tecnica è un'evoluzione del Tiro diamante ed è capace di cambiare repentinamente la sua traiettoria in maniera angolare.
- Rifugio Impenetrabile (The Shelter, ザ・シェルター?, Za Sherutā, lett: "Il rifugio"):

Tecnica di difesa usata con Domelgo Dominguez e Rufino Avalos nella Invincible Giant in Inazuma Eleven Orion no Kokuin. I tre evocano una serie di monitor olografici coi quali iniziano a controllare la forma del terreno, costruendo una struttura cibernetica; completata, Sergi blinda le numerose porte della struttura e respinge via il pallone.
- Colpo di Perseo (Perseus Orb, ペルセウスオーブ?, Peruseusu Ōbu, lett: "Sfera di Perseo"):

Tecnica di tiro usata con Elliot Ember e Erik Eagle nei Zhao Jinyuns in Inazuma Eleven Orion no Kokuin. I tre si inginocchiano verso la palla mentre questa di riempie di energia azzurra che prende la forma di un cavaliere greco alato; Elliot quindi la colpisce con una tallonata dall'alto ed Erik la sferza, dopodiché insieme a Sergi tirano assieme mandandola in porta avvolto da un'aura azzurra generata dalla stoccata del cavaliere etereo.
Joan Asensi, nome originale Bergamo Regult (ベルガモ・レグルト?, Berugamo Reguruto), attaccante, numero 11

Doppiato da Shin Yūki e in Italiano da Lucia Valenti 

Ha i capelli rosa, gli occhi azzurri concentrici e la pelle scura. Nella serie Inazuma Eleven Orion no Kokuin viene selezionato per la nazionale spagnola, la Invicible Giant. Usa:
- Lancia Gemella (Twin Lancer, ツインランサー?, Tsuin Ransа̄, lett: "Lanciere gemello"):

Tecnica di tiro usata in coppia con Leo Segarra nella Invincible Giant in Inazuma Eleven Orion no Kokuin.

## Altri
Pietro Viperi, nome originale Munetada Midōin (御堂院 宗忠?, Midōin Munetada)

Doppiato in giapponese da Yūichi Nakamura e in italiano da Donato Sbodio

Principale antagonista della serie, è alto, ha lunghi capelli bianchi con alcune parti nere, gli occhi neri con la sclera gialla e la pelle scura. Viene visto mentre osserva la partita tra la Raimon e il Barcelona Orb. È il presidente della Gekkō Electronics, la società che sponsorizza il Liceo Altaluna, nonché creatrice del programma del Giudizio di Ares, un innovativo sistema educativo tecnologico, che attraverso apparecchiature all'avanguardia, tira fuori le migliori doti del soggetto, basandosi sui geni dello stesso, recentemente applicato anche al gioco del calcio, allo scopo di diffonderlo, attraverso questo sport, in tutto il mondo. Alla fine, tuttavia il suo progetto fallisce, a causa sia della sconfitta del Liceo Altaluna contro la Raimon nella finale del Football Frontier, sia anche del fatto che Heat a raccolto delle prove che dimostrano che il programma sia sbagliato, in quanto e la causa del tumore di cui soffre. Furioso per ciò, afferra Heat per il colletto della maglia, venendo poi colpito da Elliot con un pallone, il quale dichiara la fine del programma del Giudizio di Ares. Si dichiara un fan di Ray Dark, poiché è lui a far reintegrare quest'ultimo come allenatore della Royal Academy, solo per vedere "l'oscurità che lo circonda".
Ruggero Capitani, nome originale Denjirō Todoroki (轟 伝次郎?, Todoroki Denjirō)

Doppiato in giapponese da Kenta Miyake e in italiano da Roberto Accornero

Ha i capelli e la barba grigi e gli occhi verdi. È il presidente dell'associazione di calcio giapponese ed è lui a proporre il temporaneo scioglimento della Raimon, dopo la sconfitta contro la Barcelona Orb, al fine di aumentare il livello di calcio giovanile giapponese in vista del Football Frontier International.
Frank Wintersea, nome originale Suguru Fuyukai (冬海 卓?, Fuyukai Suguru)

Doppiato da Gō Shinomiya

Allenatore della Raimon nella serie originale, in questa serie è il preside della Normidia, e come tale, annuncia ai membri del Normedia Soccer Club lo scioglimento della squadra in seguito alla mancanza di sponsor, e del loro trasferimento alla Raimon.
Elisabetta Foglia, nome originale Yone Kazeaki (風秋 ヨネ?, Kazeaki Yone)

Doppiata da Terauchi Yorie

Comparsa in Inazuma Eleven GO con il nome Bobine Apples e come membro della squadra Età dell'Oro, in questa serie è colei che ospita i membri della nuova Raimon.
George Firewill, nome originale Shinzō Hirai (火来 伸蔵?, Hirai Shinzō)

Doppiato da Tetsu Inada

Preside della Raimon nella serie originale, in questa serie ricopre lo stesso ruolo.
Chester Horse Sr., nome originale Ōshō Kakuma (角馬 王将?, Kakuma Ōshō)

Doppiato in giapponese da Tetsu Inada e in italiano da Gianni Gaude

Cronista sportivo comparso in tutte le serie precedenti, in questa serie è il commentatore delle partite del Football Frontier, tranne della partita tra l'Accademia Stella e il Liceo Altaluna.
Gloria Bianchi, nome originale Akane Miyano (宮野 茜?, Miyano Akane)

Doppiata da Haruka Tomatsu

Ha i capelli neri legati in due trecce, e gli occhi verdi. Amica d'infanzia di Elliot, da bambina venne scelta per sperimentare il programma del Giudizio di Ares, tuttavia a causa di un difetto del programma, Gloria entrò in uno stato catatonico. Entrata in terapia, Gloria guarisce ma, su richiesta di Heath, ha continuato a fingere anche dopo essere guarita per aiutarlo a dimostrare che il programma fosse pericoloso: una volta che Heath ha ottenuto tutte le prove che gli servivano, Gloria smette di fingere e si riconcilia finalmente con Elliot.
Giulia Wright, nome originale Yuriko Inamori (稲森 百合子?, Inamori Yuriko)

Doppiata da Akiko Tanaka

Era la madre di Sonny, e come lui, aveva capelli neri e gli occhi verde scuro. Muore nel primo episodio, a causa di una malattia di cui soffriva da tempo, di fronte agli occhi di suo figlio, chiedendogli scusa per non poter essere presente durante la sua crescita. Post-mortem, Giulia rivelerà a Sonny con una letterà la verità riguardo a suo padre che in realtà è ancora vivo (al contrario di quanto lei ha sempre detto al figlio) ed è un calciatore.
Stewart Cook, nome originale Ippei Mansaku (万作 一平?, Mansaku Ippei)

Doppiato da Riki Kagami

Padre di Trevor, gestisce un ristorante di sushi. Non è molto propenso alla partenza del figlio per Tokyo ma, infine, accetta che suo figlio segua il suo sogno.
Chesney Horse, nome originale Kanemasa Kakuma (角馬 金将?, Kakuma Kanemasa)

Doppiato da Kentarō Itō

Ha i capelli neri, i quali sono più chiari ai lati, la pelle leggermente scura e porta gli occhiali. Cronista sportivo, nonché figlio di Chester Horse Sr. e fratello maggiore di Chester Horse Jr. e Charlie Horse, è uno dei commentatori del Football Frontier e viene visto commentare la partita tra l'Accademia Stella e il Liceo Altaluna, oltre che la cerimonia d'apertura dell'evento sportivo.
Natasha (ナターシャ?, Natāsha)

Doppiata da Marie Ōi

Donna di statura media, ha la carnagione mulatta, lunghi capelli castani e gli occhi azzurri. Solare e vivace, è molto amica di Mr. Yi, di cui sembrerebbe essere la confidente.
Il signor Donati, nome originale Masatatsu Gōjin (剛陣 正辰?, Gōjin Masatatsu)

Padre di Adriano, è molto simile al figlio se non fosse per dei leggeri baffetti. È stato lui a dare l'idea al figlio del Tiro frizzante ed a spiegarne le caratteristiche.